# Records NBA
Cet article concentre la majeure partie des records de la National Basketball Association (NBA) existants, homologués ou non.

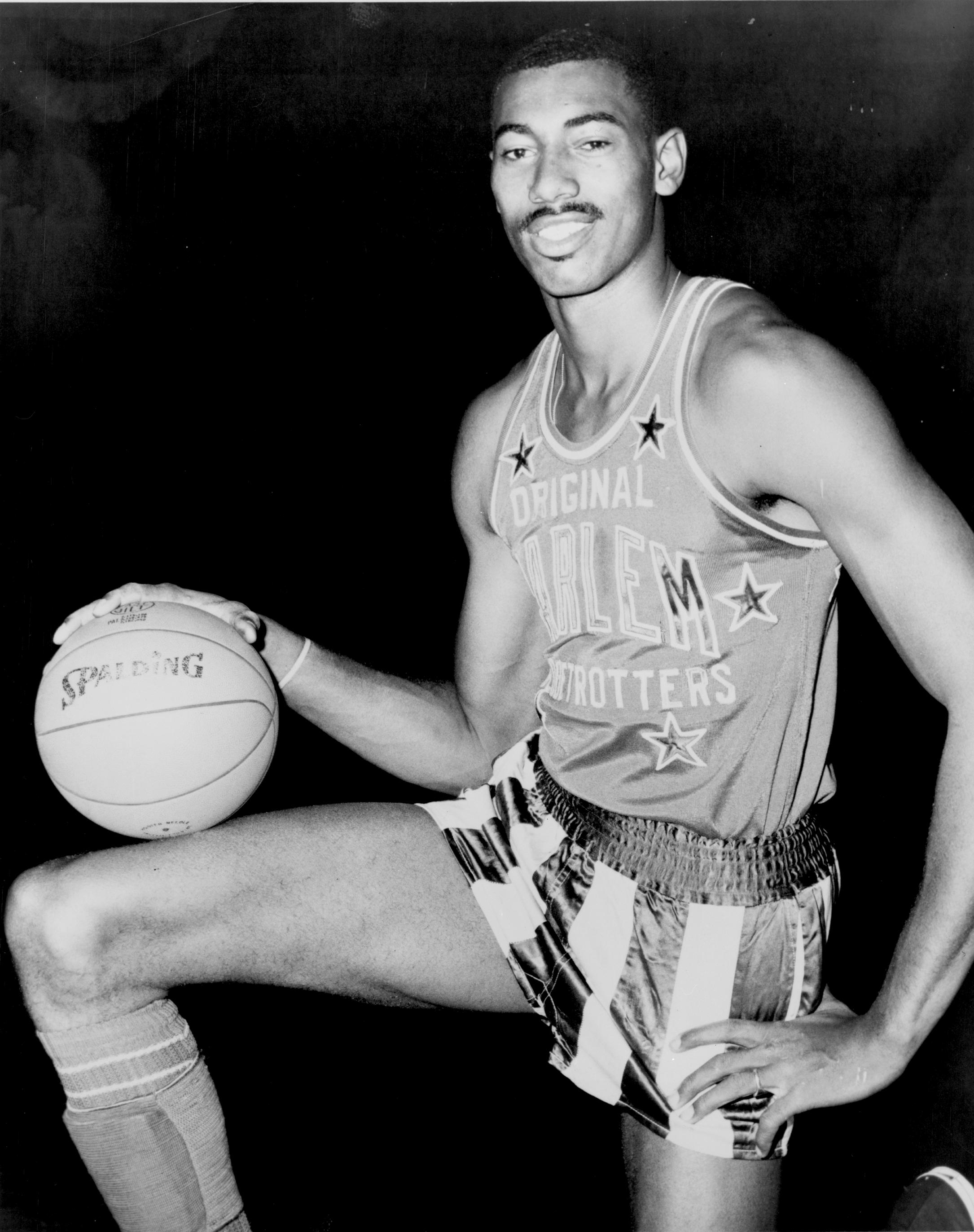
Wilt Chamberlain est à lui seul détenteur de 71 records officiels en NBA, il en a détenu plus de cent.

## Records en saison régulière

### Par match
- Plus grand nombre de minutes jouées en un match
  - 69 par Dale Ellis (SuperSonics de Seattle) contre les Bucks de Milwaukee le 9 novembre 1989 (5 prolongations)[1].

#### Points
- Plus grand nombre de points en un match
  - 100 par Wilt Chamberlain (Warriors de Philadelphie) contre les Knicks de New York le 2 mars 1962[2]

- Plus grand nombre de points en une mi-temps
  - 59 par Wilt Chamberlain (Warriors de Philadelphie) contre les Knicks de New York le 2 mars 1962 (seconde mi-temps)[2].

- Plus grand nombre de points en un quart-temps
  - 37 par Klay Thompson (Warriors de Golden State) contre les Kings de Sacramento le 24 janvier 2015 (troisième quart-temps)[3].

- Plus grand nombre de points en une période de prolongation
  - 16 par Gilbert Arenas (Wizards de Washington) contre les Lakers de Los Angeles le 17 décembre 2006 (les 17 points en overtime de Stephen Curry sont arrivés en playoffs et non en saison régulière, bien que cela soit le record all-time).

- Plus grand nombre de points en moins de 20 minutes
  - 34 par Sandro Mamukelashvili (Spurs de San Antonio) contre les Knicks de New York le 19 mars 2025 en 19 minutes et 27 secondes[4].

- Plus grand nombre de points en moins de 15 minutes
  - 32 par Kevin Love (Cavaliers de Cleveland) contre les Bucks de Milwaukee le 10 avril 2022 en 14 minutes et 44 secondes[5].

#### Paniers
- Plus grand nombre de paniers marqués en un match
  - 36 par Wilt Chamberlain (Warriors de Philadelphie) contre les Knicks de New York le 2 mars 1962

- Plus grand nombre de paniers tentés en un match
  - 63 par Wilt Chamberlain (Warriors de Philadelphie) contre les Knicks de New York le 2 mars 1962.

- Plus grand nombre de paniers marqués en une mi-temps
  - 22 par Wilt Chamberlain (Warriors de Philadelphie) contre les Knicks de New York le 2 mars 1962 (2e mi-temps).

- Plus grand nombre de paniers tentés en une mi-temps
  - 37 par Wilt Chamberlain (Warriors de Philadelphie) contre les Knicks de New York le 2 mars 1962 (2e mi-temps).

- Plus grand nombre de paniers marqués en un quart-temps
  - 13 par David Thompson (Nuggets de Denver) contre les Pistons de Détroit le 9 avril 1978 (1er quart-temps).
  - 13 par Klay Thompson (Warriors de Golden State) contre les Kings de Sacramento le 23 janvier 2015 (3e quart-temps, à 13/13 aux tirs).

- Plus grand nombre de paniers tentés en un quart temps
  - 21 par Wilt Chamberlain (Warriors de Philadelphie) contre les Knicks de New York le 2 mars 1962 (4e quart-temps).

- Plus grand nombre de paniers marqués sans en rater un seul en un match
  - 18 par Wilt Chamberlain (76ers de Philadelphie) contre les Bullets de Baltimore le 24 février 1967.

- Plus grand nombre de paniers tentés sans en réussir un seul en un match
  - 17 par Tim Hardaway (Warriors de Golden State) contre les Timberwolves du Minnesota le 27 décembre 1991.

#### Paniers à 3 points
- Plus grand nombre de paniers à 3 points marqués en un match
  - 14 par Klay Thompson (Warriors de Golden State) contre les Bulls de Chicago le 29 octobre 2018[6].

- Plus grand nombre de paniers à 3 points tentés en un match
  - 24 par Klay Thompson (Warriors de Golden State) contre les Bulls de Chicago le 29 octobre 2018[6].

- Plus grand nombre de paniers à 3 points marqués consécutivement en un match
  - 10 par Ty Lawson (Nuggets de Denver) contre les Timberwolves du Minnesota le 9 avril 2011 (à 10/11, 3/3 dans le 2e quart-temps, puis 7/8 dans le 3e quart-temps en réussissant les 7 premiers tirs).
  - 10 par Chandler Parsons (Rockets de Houston) contre les Grizzlies de Memphis le 24 janvier 2014 (à 10/14, 6/6 dans le 3e quart-temps, puis 4/5 dans le 4e quart-temps en réussissant les 4 premiers tirs).
  - 10 par Klay Thompson (Warriors de Golden State) contre les Lakers de Los Angeles le 21 janvier 2019 (à 10/11, 1/1 dans le 1er quart-temps, 2/2 dans le 2e quart-temps, 7/8 dans le 3e quart-temps en réussissant les 7 premiers tirs).

- Plus grand nombre de paniers à 3 points marqués sans en rater un seul en un match
  - 9 par Jalen Brunson contre les Knicks de New York le 15 décembre 2023.
  - 9 par Ben Gordon contre les Nuggets de Denver le 21 mars 2012.
  - 9 par Ben Gordon contre les Wizards de Washington le 14 avril 2006.
  - 9 par Latrell Sprewell contre les Clippers de Los Angeles le 9 février 2003.

- Plus grand nombre de paniers à 3 points tentés sans en réussir un seul en un match
  - 15 par Dalano Banton contre les Kings de Sacramento le 14 avril 2024[7].

- Plus grand nombre de paniers à 3 points marqués en une mi-temps
  - 10 par Chandler Parsons (Rockets de Houston) contre les Grizzlies de Memphis le 24 janvier 2014[8].
  - 10 par Klay Thompson (Warriors de Golden State) contre les Bulls de Chicago le 29 octobre 2018[6] (1re mi-temps).

- Plus grand nombre de paniers à 3 points marqués en un quart-temps
  - 9 par Klay Thompson (Warriors de Golden State) contre les Kings de Sacramento le 23 janvier 2015 (à 9/9)

#### Lancers francs

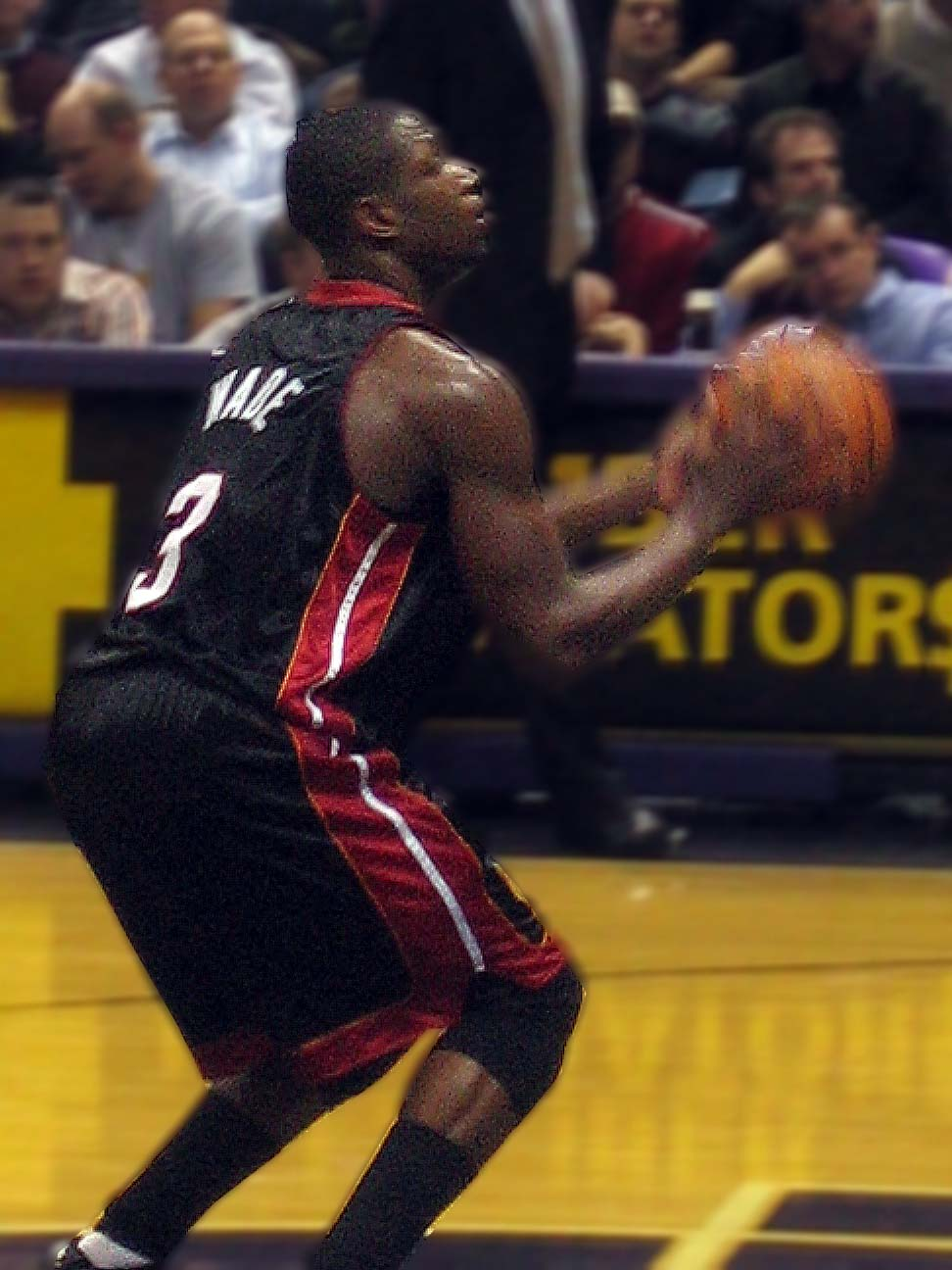
Dwyane Wade possède le record du plus grand nombre de lancer-francs réussis dans un match des Finales NBA (21).

- Plus grand nombre de lancers francs marqués en un match
  - 28 par Wilt Chamberlain (Warriors de Philadelphie) contre les Knicks de New York le 2 mars 1962[9].
  - 28 par Adrian Dantley (Jazz de l'Utah) contre les Rockets de Houston le 4 janvier 1984[9].

- Plus grand nombre de lancers francs marqués en un match sans en rater un seul
  - 24 par James Harden (Rockets de Houston) contre les Spurs de San Antonio le 4 décembre 2019[10].

- Plus grand nombre de lancers francs tentés en un match sans en réussir un seul
  - 11 par Shaquille O'Neal (Lakers de Los Angeles) contre les SuperSonics de Seattle le 8 décembre 2000.

- Plus grand nombre de lancers francs tentés en un match
  - 39 par Dwight Howard (Magic d'Orlando) contre les Warriors de Golden State le 12 janvier 2012[11].
  - 39 par Dwight Howard (Lakers de Los Angeles) contre le Magic d'Orlando le 13 mars 2013[12].

- Plus grand nombre de lancers francs réussis en une mi-temps
  - 20 par Michael Jordan (Bulls de Chicago) contre le Heat de Miami le 30 décembre 1992.

- Plus grand nombre de lancers francs tentés en une mi-temps
  - 23 par Michael Jordan (Bulls de Chicago) contre le Heat de Miami le 30 décembre 1992.

- Plus grand nombre de lancers francs réussis en un quart-temps
  - 16 par Vince Carter (Nets du New Jersey) contre le Heat de Miami le 23 décembre 2005.

- Plus grand nombre de lancers francs tentés en un quart-temps
  - 24 par Ben Simmons (76ers de Philadelphie) contre les Wizards de Washington le 30 novembre 2017.Klay Thompson est le détenteur du plus grand nombre de paniers à trois points marqués en un match (14).

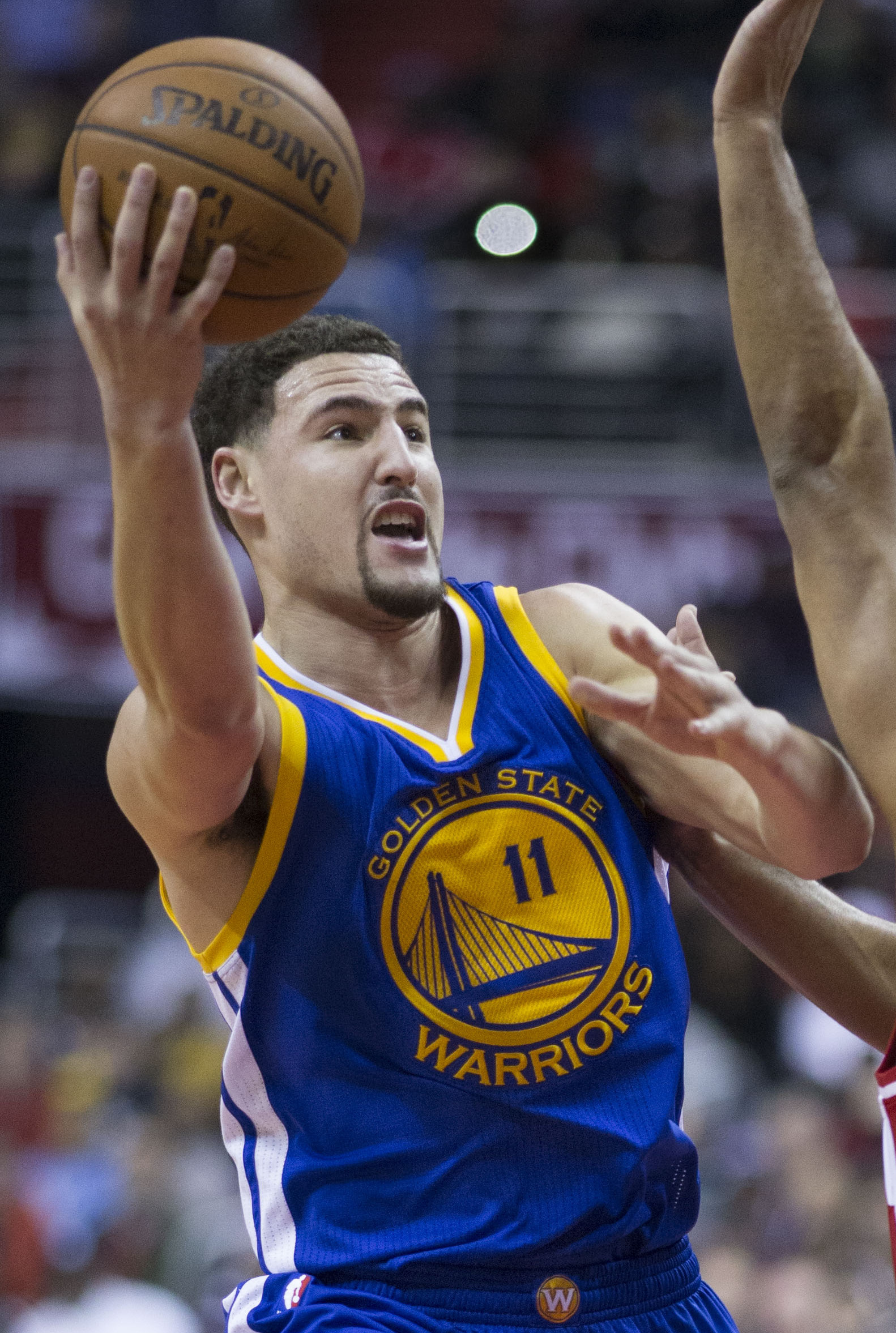
Klay Thompson est le détenteur du plus grand nombre de paniers à trois points marqués en un match (14).

#### Rebonds
Les rebonds commencent à être comptabilisées par la NBA en 1949-1950, mais la distinction entre rebond offensif et rebond défensif n’est effective qu'à partir de 1973-1974.
- Plus grand nombre de rebonds dans un match
  - 55 par Wilt Chamberlain (Warriors de Philadelphie) contre les Celtics de Boston le 24 novembre 1960[14].
- Plus grand nombre de rebonds offensifs dans un match
  - 18 par Charles Oakley (Bulls de Chicago) le 15 mars 1986 contre les Bucks de Milwaukee[15],[16].
  - 18 par Dennis Rodman (Pistons de Détroit) le 4 mars 1992 contre les Pacers de l'Indiana [15].
  - 18 par Zaza Pachulia (Bucks de Milwaukee) le 20 mars 2015 contre les Nets de Brooklyn[15].
- Plus grand nombre de rebonds défensifs dans un match
  - 26 par Rony Seikaly (Heat de Miami) le 3 mars 1993 contre les Bullets de Washington[17].
- Plus grand nombre de rebonds en une mi-temps
  - 32 par Bill Russell (Celtics de Boston) contre les Warriors de Philadelphie le 16 novembre 1957[18].
- Plus grand nombre de rebonds en un quart-temps
  - 18 par Nate Thurmond (Warriors de San Francisco) contre les Bullets de Baltimore le 28 février 1965[18].

#### Passes décisives
Les passes décisives commencent à être comptabilisées par la NBA en 1949-1950.
- Plus grand nombre de passes décisives en un match
  - 30 par Scott Skiles (Magic d'Orlando) contre les Nuggets de Denver le 30 décembre 1990[20].

- Plus grand nombre de passes décisives en une mi-temps
  - 19 par Bob Cousy (Celtics de Boston) contre les Minneapolis Lakers le 27 février 1959[20].

- Plus grand nombre de passes décisives en un quart-temps
  - 14 par John Lucas (Spurs de San Antonio) contre les Nuggets de Denver le 15 avril 1984 (deuxième quart-temps)[20].
  - 14 par Steve Blake (Trail Blazers de Portland) contre les Clippers de Los Angeles le 22 février 2009 (premier quart-temps)[20].

#### Interceptions
Les interceptions commencent à être comptabilisés par la NBA en 1973-1974.
- Plus grand nombre d'interceptions en un match
  - 11 par Larry Kenon (Spurs de San Antonio) contre les Kansas City Kings le 26 décembre 1976[22].
  - 11 par Kendall Gill (Nets du New Jersey) contre le Heat de Miami le 3 avril 1999[22].

- Plus grand nombre d'interceptions en une mi-temps[22]
  - 9 par T. J. McConnell (Pacers de l'Indiana) contre le Cavaliers de Cleveland le 4 mars 2021.

- Plus grand nombre d'interceptions en un quart-temps
  - 8 par Fat Lever (Nuggets de Denver) contre les Pacers de l'Indiana le 9 mars 1985[22].

#### Contres
Les contres commencent à être comptabilisés par la NBA en 1973-74, ce qui exclut des records Bill Russell et Wilt Chamberlain, partis respectivement à la retraite en 1969 et 1973.
- Plus grand nombre de contres en un match
  - 17 par Elmore Smith (Lakers de Los Angeles) contre les Trail Blazers de Portland le 28 octobre 1973[24],[25].

- Plus grand nombre de contres en une mi-temps[25]
  - 11 par Elmore Smith (Lakers de Los Angeles) contre les Trail Blazers de Portland le 28 octobre 1973.
  - 11 par George Johnson (Spurs de San Antonio) contre les Warriors de Golden State le 24 février 1981.
  - 11 par Manute Bol (Bullets de Washington) contre les Bucks de Milwaukee le 12 décembre 1985.

- Plus grand nombre de contres en un quart-temps[25]
  - 8 par Manute Bol (Bullets de Washington) contre les Bucks de Milwaukee le 12 décembre 1985.
  - 8 par Manute Bol (Bullets de Washington) contre les Pacers de l'Indiana le 26 février 1987.
  - 8 par Dikembe Mutombo (76ers de Philadelphie) contre les Bulls de Chicago le 1er décembre 2001.
  - 8 par Erick Dampier (Warriors de Golden State) contre les Clippers de Los Angeles le 17 avril 2002.

#### Statistiques particulières
- Au moins 20 points, 5 rebonds et 5 passes décisives dans un match sans rater un seul tir ni un seul lancer franc
  - Gary Payton, le 4 janvier 1995 contre les Cavaliers de Cleveland avec 32 points (14/14 aux tirs dont 1/1 à 3 points, et 3/3 aux lancers francs), 5 rebonds et 6 passes.
  - Charles Barkley, le 24 mars 1989 contre les Spurs de San Antonio avec 31 points (10/10 aux tirs dont 2/2 à 3 points, et 9/9 aux lancers francs), 7 rebonds et 6 passes.
  - Matt Barnes, le 19 novembre 2010 contre les Timberwolves du Minnesota avec 24 points (7/7 aux tirs dont 5/5 à 3 points, et 5/5 aux lancers francs), 7 rebonds et 6 passes.
  - Pau Gasol, le 21 novembre 2010 contre les Warriors de Golden State avec 28 points (10/10 aux tirs et 8/8 aux lancers francs), 9 rebonds et 5 passes décisives (ces deux derniers étant coéquipiers ont réussi cette performance avec deux jours d'écart).
  - Kyle Korver, le 6 novembre 2015 contre les Pelicans de La Nouvelle-Orléans avec 22 points (8/8 aux tirs dont 4/4 à 3 points, et 2/2 aux lancers francs), 7 rebonds et 5 passes.
- Au moins 45 points, 15 rebonds, 5 passes décisives et 5 contres
  - Joel Embiid avec 46 points, 15 rebonds, 7 passes décisives   et 7 contres le 15 novembre 2017 contre les Lakers de Los Angeles est le seul à avoir réussi cette performance.

- Au moins 50 points et 10 passes décisives dans un match
  - Oscar Robertson, avec 56 points et 12 passes décisives le 18 décembre 1964 contre les Lakers de Los Angeles.
  - Wilt Chamberlain, avec 53 points et 14 passes décisives le 18 mars 1968 contre les Lakers de Los Angeles.
  - Jerry West, avec 53 points et 10 passes décisives le 23 avril 1969 contre les Celtics de Boston en Finales NBA.
  - Nate Archibald l'a réalisé à trois reprises lors de la saison NBA 1972-1973 : 
    - avec 51 points et 14 passes décisives le 18 novembre 1972 contre les Rockets de Houston ;
    - avec 52 points et 14 passes décisives le 9 janvier 1973 contre les Knicks de New York ;
    - avec 52 points et 11 passes décisives le 27 janvier 1973 contre les Hawks d'Atlanta.

  - Rick Barry, avec 51 points et 11 passes décisives le 23 février 1974 contre les 76ers de Philadelphie.
  - Sleepy Floyd, avec 51 points et 10 passes décisives le 10 mai 1987 contre les Lakers de Los Angeles en playoffs[26].
  - Michael Jordan, avec 57 points et 10 passes décisives le 23 décembre 1992 contre les Bullets de Washington.
  - Stephon Marbury avec 50 points et 12 passes décisives le 13 février 2001 contre les Lakers de Los Angeles.
  - LeBron James, avec 50 points et 10 passes décisives le 5 mars 2008 contre les Knicks de New York.
  - Tony Parker, avec 55 points et 10 passes décisives le 5 novembre 2008 contre les Timberwolves du Minnesota.
  - LeBron James, avec 52 points et 11 passes décisives le 4 février 2009 contre les Knicks de New York.
  - James Harden, avec 53 points et 17 passes décisives le 27 janvier 2017 contre les Knicks de New York.
  - James Harden, avec 51 points et 13 passes décisives le 28 janvier 2017 contre les 76ers de Philadelphie.
  - James Harden 56 points 13 passes décisives le 6 novembre 2017 contre les Knicks de New York.
  - Russell Westbrook l'a réalisé à quatre reprises lors de la saison 2016-2017:
    - Avec 51 points et 10 passes décisives le 29 octobre 2016 contre les Suns de Phoenix.
    - Avec 57 points et 11 passes décisives le 29 mars 2017 contre le Magic d'Orlando.
    - Avec 50 points et 16 passes décisives le 9 avril 2017 contre les Nuggets de Denver.
    - Avec 51 points et 13 passes décisives le 19 avril 2017 contre les Rockets de Houston en playoffs.

  - Kevin Porter Jr. avec 50 points et 11 passes décisives le 30 avril 2021 contre les Bucks de Milwaukee.
  - Damian Lillard, avec 50 points et 13 passes décisives le 26 janvier 2020 contre les Pacers de l'Indiana.
  - Damian Lillard, avec 50 points et 10 passes décisives le 16 mars 2021 contre les Pelicans de La Nouvelle-Orléans.
  - Damian Lillard, avec 51 points et 12 passes décisives le 1 février 2020 contre le Jazz de l'Utah.
  - Damian Lillard, avec 55 points et 10 passes décisives le 1 juin 2021 contre les Nuggets de Denver au premier tour des playoffs.
  - Stephen Curry, avec 50 points et 10 passes décisives le 8 novembre 2021 contre les Hawks d'Atlanta.
  - Luka Dončić, avec 50 points et 10 passes décisives le 24 décembre 2022 contre les Rockets de Houston.
- Au moins 50 points, 15 rebonds et 15 passes décisives dans un match
  - James Harden, avec 53 points, 16 rebonds et 17 passes décisives le 31 décembre 2016 contre les Knicks de New York[27].

- Au moins 60 points et 10 rebonds dans un match
  - George Mikan, le 20 janvier 1952 contre les Royals de Rochester avec 61 points et 36 rebonds.
  - Elgin Baylor, le 8 décembre 1961 contre les Warriors de Philadelphie avec 63 points et 30 rebonds.
  - Wilt Chamberlain l'a réalisé à huit reprises lors de sa carrière:
    - Avec 78 points et 43 rebonds le 8 décembre 1961 contre les Lakers de Los Angeles
    - Avec 62 points et 22 rebonds le 15 novembre 1964 contre les Royals de Cincinnati.
    - Avec 63 points et 32 rebonds le 26 novembre 1964 contre les 76ers de Philadelphie
    - Avec 65 points et 29 rebonds le 7 février 1966 contre les Lakers de Los Angeles.
    - Avec 62 points et 37 rebonds le 3 mars 1966 contre les Warriors de San Francisco.
    - Avec 68 points et 34 rebonds le 16 décembre 1967 contre les Bulls de Chicago.
    - Avec 60 points et 21 rebonds le 26 janvier 1969 contre les Royals de Cincinnati.
    - Avec 66 points et 27 rebonds le 9 février 1969 contre les Suns de Phoenix.

  - Rick Barry, le 26 mars 1974 contre les Trail Blazers de Portland avec 64 points et 10 rebonds.
  - Michael Jordan, le 16 avril 1987 contre les Hawks d'Atlanta avec 61 points et 10 rebonds.
  - Michael Jordan, le 5 janvier 1988 contre les Cavaliers de Cleveland avec 69 points et 18 rebonds.
  - Karl Malone, le 27 janvier 1990 contre les Bucks de Milwaukee avec 61 points et 18 rebonds.
  - David Robinson, le 24 avril 1994 contre les Clippers de Los Angeles avec 71 points et 14 rebonds.
  - Shaquille O'Neal, le 6 mars 2000 contre les Clippers de Los Angeles avec 61 points et 23 rebonds.
  - Tracy McGrady, le 10 mars 2004 contre les Wizards de Washington avec 62 points et 10 rebonds.
  - Carmelo Anthony, le 24 janvier 2014 contre les Bobcats de Charlotte avec 62 points et 13 rebonds.
  - James Harden, le 30 janvier 2018 contre le Magic d'Orlando avec 60 points et 10 rebonds. (+ Triple double)
  - Damian Lillard, le 20 janvier 2020 contre les Warriors de Golden State avec 61 points et 10 rebonds.
  - Luka Dončić, le 28 décembre 2022 contre les Knicks de New York avec 60 points et 21 rebonds. (+ Triple double)
- Au moins 70 points et 10 passes décisives dans un match
  - Donovan Mitchell, le 2 janvier 2023 contre les Bulls de Chicago avec 71 points, 8 rebonds et 11 passes décisives.

#### Triple-doubles
- Triple-double parfait (sans rater un seul tir ni lancer franc)
  - Russell Westbrook, le 22 mars 2017 contre les 76ers de Philadelphie avec 18 points (6/6 aux tirs et 6/6 aux lancers francs), 14 passes décisives et 11 rebonds[28].

- Triple-double sans rater un tir ni perdre de ballon
  - Nikola Jokić, le 20 octobre 2018 contre les Suns de Phoenix avec 35 points (11/11 aux tirs dont 3/3 à 3-pts et 11/12 aux lancers francs), 11 passes décisives et 11 rebonds.

- Triple-double sans marquer 10 points
  - Draymond Green, le 10 février 2017 contre les Grizzlies de Memphis avec 4 points, 12 rebonds, 10 passes décisives, 10 interceptions et 5 contres[29].

- Triple-double le plus rapide dans un match NBA
  - Nikola Jokić a compilé 16 points, 11 rebonds et 10 passes en 14 minutes et 33 secondes sur le parquet, le 15 février 2018 contre les Bucks de Milwaukee. Il finit le match avec 30 points, 15 rebonds et 17 passes[30].
- Double triple-double
  - Wilt Chamberlain, le 2 février 1968 contre les Pistons de Détroit avec 22 points, 21 passes décisives et 25 rebonds en 48 minutes.
  - Russell Westbrook, le 2 avril 2019 contre les Lakers de Los Angeles avec 20 points, 21 passes décisives et 20 rebonds en 36 minutes
  - Nikola Jokić, le 7 mars 2025 contre les Suns de Phoenix avec 31 points, 22 passes décisives et 21 rebonds en 45 minutes.
- Quadruple-double
  - Nate Thurmond, le 18 octobre 1974 contre les Hawks d'Atlanta avec 22 points, 14 rebonds, 13 passes décisives et 12 contres.
  - Alvin Robertson, le 18 février 1986 contre les Suns de Phoenix avec 20 points, 11 rebonds, 10 passes décisives et 10 interceptions.
  - Hakeem Olajuwon, le 29 octobre 1990 contre les Bucks de Milwaukee avec 18 points, 16 rebonds, 10 passes décisives et 10 contres.
  - David Robinson, le 17 octobre 1994 contre les Pistons de Détroit avec 34 points, 10 rebonds, 10 passes décisives et 10 contres.

#### Ballons perdus
- Plus de turnovers (ballons perdus) dans un match
  - 16 par Mike Bantom (Pacers de l'Indiana), le 2 janvier 1982.

#### Game Score
- Game Score le plus élevé sur un match
  - 64,6 par Michael Jordan (Bulls de Chicago) contre les Cavaliers de Cleveland le 28 mars 1990 [31].

### Par saison

#### Matchs et minutes
- Plus grand nombre de matchs joués
  - 88 par Walt Bellamy, durant la saison 1968-1969.

- Plus grand nombre de minutes jouées par match
  - 48,5 par Wilt Chamberlain, durant la saison 1961-1962[32].

- Plus grand nombre de minutes jouées en une saison
  - 3 882 par Wilt Chamberlain, durant la saison 1961-1962[33].

#### Points
- Meilleure moyenne de points par match
  - 50,4 par Wilt Chamberlain, durant la saison 1961-1962[34].

- Plus grand nombre de points inscrits
  - 4 029 par Wilt Chamberlain, durant la saison 1961-1962[35].
- Nombre de meilleures moyennes de points en saison
  - 10 par Michael Jordan entre la saison 1986-1987 et 1997-1998.

- Record de matchs au-dessus de 60 points
  - 15 par Wilt Chamberlain, durant la saison 1961-1962.
- Record de matchs au-dessus de 50 points
  - 45 par Wilt Chamberlain, durant la saison 1961-1962.

- Record de matchs au-dessus de 40 points
  - 63 par Wilt Chamberlain, durant la saison 1961-1962.
- Record de matchs au-dessus de 30 points
  - 78 par Wilt Chamberlain, durant la saison 1961-1962.

#### Paniers
- Plus grand nombre de paniers marqués
  - 1 597 par Wilt Chamberlain, durant la saison 1961-1962[36].

- Plus grand nombre de paniers tentés
  - 3 159 par Wilt Chamberlain, durant la saison 1961-1962[37].

- Meilleur pourcentage de réussite aux tirs
  - 74,2 % par Mitchell Robinson, durant la saison 2019-2020 (253 paniers marqués sur 341 tentés)[38].

#### Lancers francs
- Plus grand nombre de lancers francs marqués
  - 840 par Jerry West avec 86 % de réussite, durant la saison 1965-1966[39].

- Plus grand nombre de lancers francs tentés
  - 1 363 par Wilt Chamberlain avec 61,3 % de réussite, durant la saison 1961-1962[40].

- Meilleur pourcentage de réussite aux lancers francs
  - 98,1 % par José Manuel Calderón, durant la saison 2008-2009 (151 lancers francs réussis sur 154 tentés)[41].

#### Paniers à 3 points
- Plus grand nombre de paniers à trois points marqués
  - 402 par Stephen Curry durant la saison 2015-2016.

- Plus grand nombre de paniers à trois points tentés
  - 886 par Stephen Curry, durant la saison 2015-2016[42].

- Meilleur pourcentage de réussite aux tirs à trois points
  - 53,6 % par Kyle Korver, durant la saison 2009-2010 (59 paniers à trois-points inscrits sur 110 tentés)[43].

#### Rebonds
- Meilleure moyenne de rebonds par match
  - 27,2 par Wilt Chamberlain, durant la saison 1960-1961[13].

- Plus grand nombre de rebonds
  - 2 149 par Wilt Chamberlain, durant la saison 1960-1961[13].

- Meilleure moyenne de rebonds défensifs par match
  - 13,7 par Elvin Hayes, durant la saison 1973-1974.
- Nombre de meilleures moyennes de rebonds en saison
  - 11 par Wilt Chamberlain entre la saison 1959-1960 et 1972-1973.

- Plus grand nombre de rebonds défensifs
  - 1 111 par Kareem Abdul-Jabbar, durant la saison 1975-1976[44].

- Meilleure moyenne de rebonds offensifs par match
  - 7,2 par Moses Malone, durant la saison 1978-1979.

- Plus grand nombre de rebonds offensifs
  - 587 par Moses Malone, durant la saison 1978-1979[45].

#### Passes décisives
- Meilleure moyenne de passes décisives par match
  - 14,54 par John Stockton (Jazz de l'Utah), durant la saison 1989-1990[19].

- Nombre de meilleure moyenne de passes décisives par match
  - 9 par John Stockton, durant les saisons 1987-1988, 1988-1989, 1989-1990, 1990-1991, 1991-1992, 1992-1993, 1993-1994, 1994-1995 et 1995-1996[19].

- Plus grand nombre de passes décisives
  - 1 164 par John Stockton, durant la saison 1990-1991[46].

#### Interceptions
- Meilleure moyenne d'interceptions par match
  - 3,67 par Alvin Robertson, durant la saison 1985-1986[47].
- Nombre de meilleures moyennes d'interceptions en saison
  - 6 par Chris Paul en 2007-2008, 2008-2009, 2010-2011, 2011-2012, 2012-2013 et 2013-2014.

- Plus grand nombre d'interceptions
  - 301 par Alvin Robertson, durant la saison 1985-1986[21].

#### Contres
- Meilleure moyenne de contres par match
  - 5,56 par Mark Eaton, durant la saison 1984-1985[23]

- Plus grand nombre de contres
  - 456 par Mark Eaton, durant la saison 1984-1985[48].

- Nombre de meilleures moyennes de contres en saison[23]
  - 4 pour Mark Eaton (Jazz de l'Utah) en 1983-1984, 1984-1985, 1986-1987 et 1987-1988.
  - 4 pour Kareem Abdul-Jabbar (Bucks de Milwaukee/Lakers de Los Angeles) en 1974-1975, 1975-1976, 1978-1979 et 1979-1980.
  - 4 pour Marcus Camby (Raptors de Toronto/Nuggets de Denver) en 1997-1998, 2005-2006, 2006-2007 et 2007-2008.

#### Triple-doubles (et double-doubles)
- Plus grand nombre de double-double consécutifs
  - 61 par Domantas Sabonis[49], durant la saison 2023-2024 (ce record est un record officiel qui ne prend pas en compte les anciennes performances avant la fusion de la NBA et ABA en 1976, Wilt Chamberlain a réalisé des séries de 227, 220 et 133 double-doubles consécutifs).

- Joueurs à avoir réalisé une moyenne de triple-double par match sur une saison
  - Oscar Robertson a réussi une moyenne par match de 30,8 points, 12,5 rebonds et 11,4 passes pendant la saison 1961-1962[50].
  - Russell Westbrook a réussi une moyenne par match de 31,6 points, 10,7 rebonds et 10,4 passes pendant la saison 2016-2017
  - Russell Westbrook a réussi une moyenne par match de 25,4 points, 10,1 rebonds et 10,3 passes pendant la saison 2017-2018
  - Russell Westbrook a réussi une moyenne par match de 22,9 points, 11,1 rebonds et 10,7 passes pendant la saison 2018-2019
  - Russell Westbrook a réussi une moyenne par match de 22,2 points, 11,5 rebonds et 11,7 passes pendant la saison 2020-2021

- Plus grand nombre de triple-double sur une saison
  - 42 par Russell Westbrook, durant la saison 2016-2017[51].
- Plus grand nombre de triple-double consécutifs
  - 11 par Russell Westbrook, durant la saison 2018-2019[51].

#### Fautes et Ballons perdus
- Plus grand nombre de fautes
  - 386 par Darryl Dawkins, durant la saison 1983-1984.

- Plus grand nombre de turnovers
  - 464 par James Harden, durant la saison 2016-2017[52].

- Plus grand nombre de faute techniques
  - 41 par Rasheed Wallace, durant la saison 2000-2001. Il a également été sorti du terrain à 7 reprises.

- Plus grand nombre de disqualifications consécutives
  - 6 par Don Boven, durant la saison 1951-1952.

### En carrière

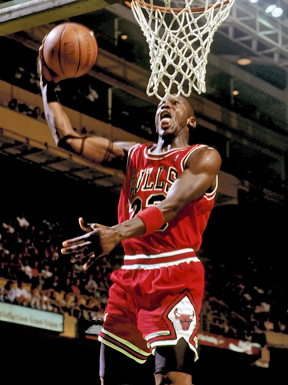
Michael Jordan est le recordman du plus grand nombre de titre de meilleur marqueur en saison régulière (10) et détient la meilleure moyenne en carrière (30,12 points par match).

#### Matchs et minutes
- Le plus grand nombre de matchs joués
  - 1 611 par Robert Parish[53].

- Le plus grand nombre de matchs joués consécutivement
  - 1 192 par A.C. Green.

- Meilleure moyenne de minutes jouées par match
  - 45,8 par Wilt Chamberlain[54].

- Plus grand nombre de minutes jouées
  - 57 457 par Lebron James[55].

#### Points
- Meilleure moyenne de points par match
  - 30,12 par Michael Jordan[56].

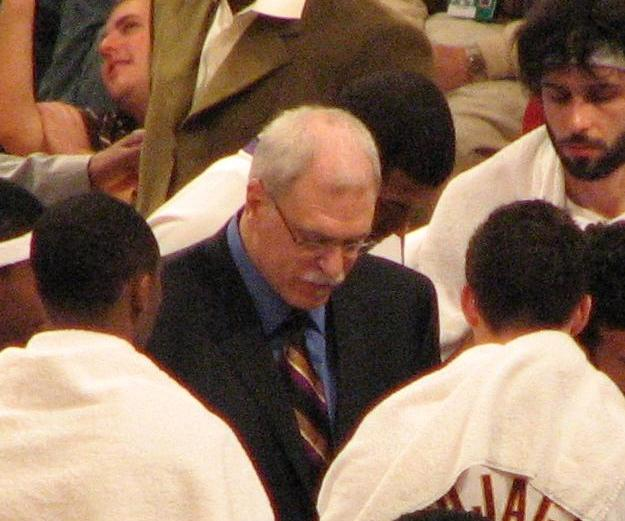
Phil Jackson est l'entraîneur le plus titré de l'histoire de la NBA (11 titres).

- Plus grand nombre de points marqués
  - 40 474 par LeBron James [57].

- Plus grand nombre de saisons en tête des meilleurs marqueurs de la ligue
  - 10 par Michael Jordan.

- Le plus grand nombre de saisons consécutives en tête des meilleurs marqueurs de la ligue
  - 7 par Wilt Chamberlain (1959-1960 à 1965-1966).
  - 7 par Michael Jordan (1986-1987 à 1992-1993).

- Le plus grand nombre de saison en ayant marqué le plus de points dans une saison NBA (sans forcément être le meilleur à la moyenne)
  - 11 par Michael Jordan.

- Plus grand nombre de matchs à 60 points ou plus
  - 32 par Wilt Chamberlain.

- Plus grand nombre de matchs à 50 points ou plus
  - 118 par Wilt Chamberlain.

- Plus grand nombre de matchs à 40 points ou plus
  - 271 par Wilt Chamberlain.

- Plus grand nombre de matchs à 30 points ou plus
  - 563 par LeBron James[58].

- Plus grand nombre de matchs à 20 points ou plus
  - 1 254 par LeBron James

- Plus grand nombre de matchs à 10 points ou plus
  - 1 512 par Lebron James.
- Plus grand nombre de matchs consécutifs à 60 points ou plus
  - 4 par Wilt Chamberlain du 25 février 1962 au 2 mars 1962.

- Plus grand nombre de matchs consécutifs à 50 points ou plus
  - 7 par Wilt Chamberlain du 16 décembre 1961 au 29 décembre 1961.

- Plus grand nombre de matchs consécutifs à 40 points ou plus
  - 14 par Wilt Chamberlain du 8 décembre 1961 au 30 décembre 1961.
  - 14 par Wilt Chamberlain du 11 janvier 1962 au 1er février 1962.

- Plus grand nombre de matchs consécutifs à 30 points ou plus
  - 65 par Wilt Chamberlain du 4 novembre 1961 au 22 février 1962.
  - 32 par James Harden du 13 décembre 2018 au 21 février 2019 (dans l'ère moderne).

- Plus grand nombre de matchs consécutifs à 20 points ou plus
  - 126 par Wilt Chamberlain du 19 octobre 1961 au 19 janvier 1963.

- Plus grand nombre de matchs consécutifs à 10 points ou plus
  - 1 203 par LeBron James à partir du 5 janvier 2007 (en cours –) (au 6 avril 2024)[59].

#### Paniers

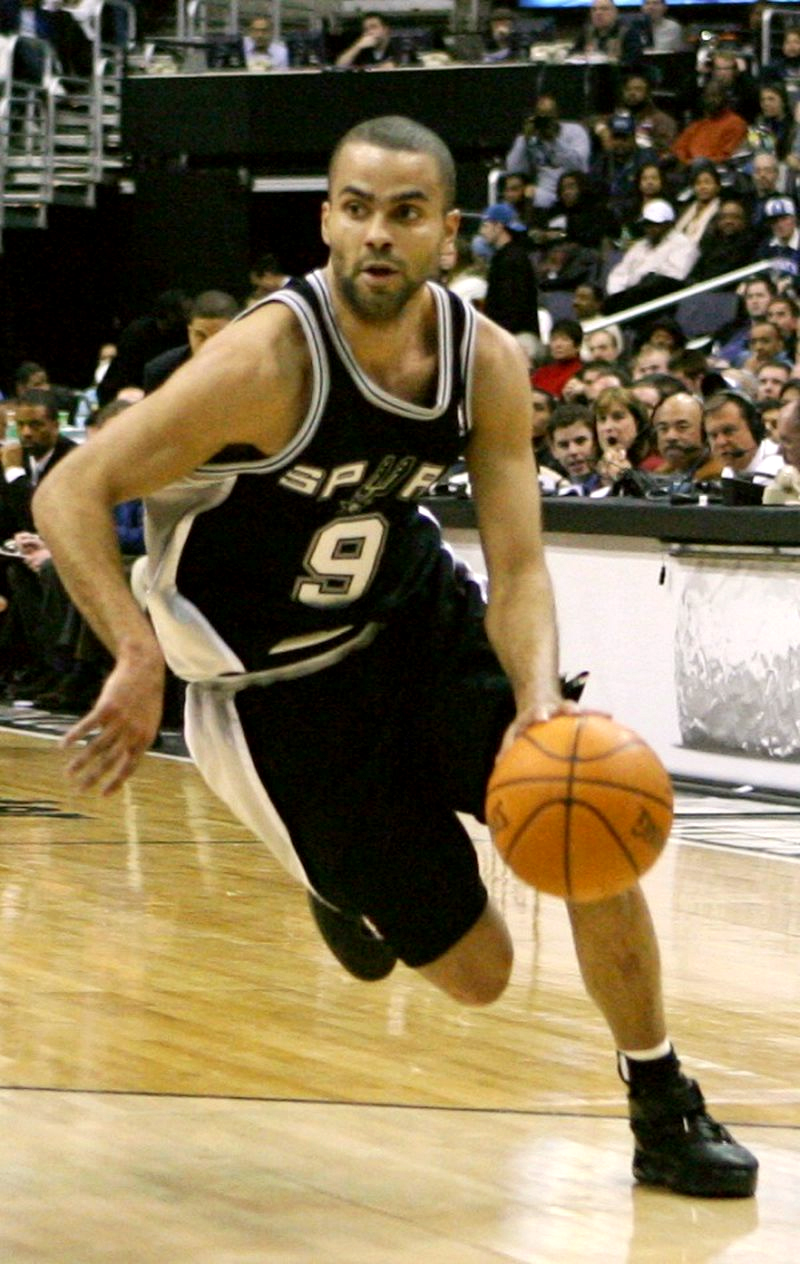
Tony Parker est le 1er Français à avoir remporté le titre NBA, à 4 reprises avec les Spurs de San Antonio (2003, 2005, 2007 et 2014). Il est également le premier Européen à avoir été nommé MVP des Finales NBA, en 2007.

- Plus grand nombre de paniers marqués
  - 15 837 par Kareem Abdul-Jabbar[60].
- Plus grand nombre de paniers tentés
  - 29 313 par LeBron James[61].

- Plus grand nombre de saisons en tête de la ligue pour le nombre de paniers marqués
  - 10 par Michael Jordan.

- Plus grand nombre de saisons consécutives en tête de la ligue pour le nombre de paniers marqués
  - 7 par Wilt Chamberlain (1959-1960 à 1965-1966).
  - 7 par Michael Jordan (1986-1987 à 1992-1993).

- Plus grand nombre de saisons en tête de la ligue pour le nombre de paniers tentés
  - 9 par Michael Jordan.

- Plus grand nombre de saisons consécutives en tête de la ligue pour le nombre de paniers tentés
  - 7 par Wilt Chamberlain (1959-1960 à 1965-1966).

- Meilleur pourcentage de réussite aux tirs
  - 59,90 % par Artis Gilmore[62].
  - 67,44 % par DeAndre Jordan (dans la NBA actuel).

- Plus grand nombre de saisons en tête de la ligue pour le pourcentage de réussite aux tirs
  - 10 par Shaquille O'Neal durant les saisons NBA 1993-1994, 1997-1998, 1998-1999, 1999-2000, 2000-2001, 2001-2002, 2003-2004, 2004-2005, 2005-2006 et 2008-2009[63].

- Plus grand nombre de saisons consécutives en tête de la ligue pour le pourcentage de réussite aux tirs
  - 5 par Shaquille O'Neal.
  - 5 par Wilt Chamberlain.

#### Lancers francs
- Plus grand nombre de lancers francs réussis
  - 9 787 par Karl Malone (74,21 % de réussite)[64].

- Plus grand nombre de lancers francs ratés
  - 5 805 par Wilt Chamberlain.

- Plus grand nombre de saisons en tête de la ligue pour le nombre de lancers francs réussis
  - 8 par Karl Malone.

- Plus grand nombre de lancers francs consécutifs marqués
  - 97 par Micheal Williams du 24 mars 1993 au 9 novembre 1993.

- Plus grand nombre de lancers francs tentés
  - 13 188 par Karl Malone[65].

- Plus grand nombre de saisons en tête de la ligue pour le nombre de lancers francs tentés
  - 9 par Wilt Chamberlain.

- Meilleur pourcentage de réussite aux lancers francs
  - 90,39 % par Mark Price (2135 réussis sur 2362 tentés) en carrière achevée.
  - 90,42 % par Steve Nash (3 038 réussis sur 3 360 tentés) en carrière achevée.
  - 90,98 % par Stephen Curry (3 609 réussis sur 3 967 tentés, carrière en cours au terme de la saison 2023-2024).

- Plus mauvais pourcentage de réussite aux lancers francs
  - 41,7 % par Ben Wallace.

- Plus grand nombre de saisons en tête de la ligue pour le pourcentage de réussite aux lancers francs
  - 7 par Bill Sharman.

- Plus grand nombre de saisons consécutives en tête de la ligue pour le pourcentage de réussite aux lancers francs
  - 5 par Bill Sharman (saison NBA 1952-1953 à saison NBA 1956-1957).

#### Paniers à 3 points
- Plus grand nombre de paniers à 3 points réussis
  - 4 000 par Stephen Curry (au 14/03/2025)[66].

- Plus grand nombre de paniers à 3 points tentés
  - 9 441 par Stephen Curry (au 14/03/2025)[67].

- Meilleur pourcentage de réussite aux paniers à 3 points
  - 45,40 % Steve Kerr possède la meilleure moyenne en carrière achevée (726 tirs réussis sur 1599 tentés)[68].
  - 43,57 % Joe Harris possède la meilleure moyenne en carrière en cours (1 023 tirs réussis sur 2 348 tentés, au terme de la saison NBA 2023-2024)[68].

- Plus grand nombre de matchs consécutifs en ayant marqué un panier à 3 points
  - 268 par Stephen Curry [69]

- Le plus grand nombre de paniers à 3 points consécutifs réussis
  - 13 par Brent Price du 15 janvier au 19 janvier 1996.
  - 13 par Terry Mills du 4 décembre au 7 décembre 1996.

#### Rebonds
- Plus grand nombre de rebonds
  - 23 924 par Wilt Chamberlain[70].

- Meilleure moyenne de rebonds par match
  - 22,9 par Wilt Chamberlain[71].

- Plus grand nombre de saison en tête du classement des meilleurs rebondeurs
  - 11 par Wilt Chamberlain durant les saisons NBA 1959-1960, 1960-1961, 1961-1962, 1962-1963, 1965-1966, 1966-1967, 1967-1968, 1968-1969, 1970-1971, 1971-1972 et 1972-1973[13].

- Plus grand nombre de saison consécutives en tête du classement des meilleurs rebondeurs
  - 7 par Dennis Rodman.

- Plus grand nombre de rebonds offensifs
  - 6 731 par Moses Malone[72].

- Meilleure moyenne de rebonds offensifs par match
  - 5,1 par Moses Malone.

- Plus grand nombre de saisons en tête du classement des meilleurs rebondeurs offensifs
  - 8 par Moses Malone.

- Plus grand nombre de saisons consécutives en tête du classement des meilleurs rebondeurs offensifs
  - 6 par Moses Malone.

- Plus grand nombre de rebonds défensifs
  - 11 514 par Artis Gilmore[73].

- Meilleure moyenne de rebonds défensifs par match
  - 9,8 par Dave Cowens.

- Plus grand nombre de saisons en tête du classement des meilleurs rebondeurs défensifs
  - 6 par Dwight Howard (2007-2008 à 2012-2013, série en cours, au terme de la saison 2012-2013), dépasse les 5 de Kevin Garnett.

- Plus grand nombre de saisons consécutives en tête du classement des meilleurs rebondeurs défensifs
  - 6 par Dwight Howard (2007-2008 à 2012-2013, série en cours, au terme de la saison 2012-2013), dépasse les 5 de Kevin Garnett.

#### Passes décisives
- Plus grand nombre de passes décisives
  - 15 806 par John Stockton[74].

- Meilleure moyenne de passes décisives par match
  - 11,2 par Magic Johnson.
- Plus grand nombre de saisons en tête du classement des passeurs
  - 9 par John Stockton (Jazz de l'Utah), durant les saisons 1987-1988, 1988-1989, 1989-1990, 1990-1991, 1991-1992, 1992-1993, 1993-1994, 1994-1995 et 1995-1996[19].

#### Interceptions
- Plus grand nombre d'interceptions
  - 3 265 par John Stockton[75].

- Meilleure moyenne d'interceptions par match
  - 2,71 par Alvin Robertson[76].

- Plus grand nombre de matchs consécutifs avec au moins une interception
  - 108 par Chris Paul.

- Plus grand nombre de saisons en tête du classement des intercepteurs
  - 4 par Allen Iverson ( 76ers de Philadelphie), durant les saisons 2000-2001, 2001-2002, 2002-2003 et 2003-2004[21].
  - 4 par Chris Paul (Hornets de La Nouvelle-Orléans/Clippers de Los Angeles), durant les saisons 2006-2007, 2008-2009, 2010-2011 et 2011-2012[21].

#### Contres
- Plus grand nombre de contres
  - 3 830 par Hakeem Olajuwon, dépassant Kareem Abdul-Jabbar en avril 1996[77].

- Meilleure moyenne de contres par match
  - 3,50 par Mark Eaton[78].

- Plus grand nombre de saisons en tête du classement des contreurs
  - 4 par Kareem Abdul-Jabbar.
  - 4 par Mark Eaton.
  - 4 par Marcus Camby.

- Plus grand nombre de saisons consécutives en tête du classement des contreurs
  - 3 par Dikembe Mutombo.
  - 3 par Marcus Camby.

#### Triples doubles
- Plus grand nombre de triple-double
  - 200 par Russell Westbrook (au 19/11/2024).

- Plus grand nombre de triple-double consécutifs
  - 11 par Russell Westbrook  lors de la saison 2019
- Triple-double le plus rapide en carrière de l'histoire de la NBA
  - Oscar Robertson dès le premier match de saison-régulière de son année de Rookie (21 points, 12 rebonds, 10 passes le 19 octobre 1960 contre les Lakers de Los Angeles)

- Plus grand nombre de double-double
  - 968 par Wilt Chamberlain[79].
  - 814 par Karl Malone[80](Karl Malone est souvent considéré comme le joueur ayant fait le plus de double-double dans l'histoire, du fait de la compilation des statistiques par basket-ball référence depuis 1985-1986, mais en réalité il se classe au 6e rang de l'histoire derrière Chamberlain donc, mais aussi Moses Malone, Elvin Hayes, Kareem Abdul-Jabba et Tim Duncan).

#### Fautes et Balles perdus
- Plus grand nombre de fautes
  - 4 657 par Kareem Abdul-Jabbar[81].

- Plus grand nombre de perte de balle (turnovers)
  - 5 211 par Lebron James.

- Plus grand nombre de fautes techniques
  - 332 par Karl Malone (joueur).
  - 413 par Jerry Sloan (joueur + entraineur).

- Plus grand nombre de disqualifications
  - 127 par Vern Mikkelsen.

## Records en playoffs

### Par match
- Plus grand nombre de minutes en un match
  - 67 par Red Rocha (Nationals de Syracuse) contre les Celtics de Boston le 21 mars 1953 (après 4 prolongations).
  - 67 par Paul Seymour (Nationals de Syracuse) contre les Celtics de Boston le 21 mars 1953 (après 4 prolongations).

- Plus grand nombre de points en un match
  - 63 par Michael Jordan (Bulls de Chicago) contre les Celtics de Boston le 20 avril 1986 (après 2 prolongations).

- Plus grand nombre de points en une mi-temps
  - 39 par Eric Floyd (Warriors de Golden State) contre les Lakers de Los Angeles le 10 mai 1987[26]

- Plus grand nombre de points en prolongations
  - 17 par Stephen Curry (Warriors de Golden State) contre les Trail Blazers de Portland le 9 mai 2016[82].

- Plus grand nombre de points par un rookie
  - 58 par Wilt Chamberlain (Warriors de Philadelphie).

- Plus grand nombre de points dans un triple double
  - 51 par Russell Westbrook (également 10 rebonds et 13 passes décisives[83])

- Plus grand nombre de tirs réussis en un match
  - 24 par Wilt Chamberlain (Warriors de Philadelphie) contre les Nationals de Syracuse le 14 mars 1960.
  - 24 par John Havlicek (Celtics de Boston) contre les Hawks d'Atlanta le 1er avril 1973.
  - 24 par Michael Jordan (Bulls de Chicago) contre les Cavaliers de Cleveland le 1er mai 1988.

- Plus grand nombre de tirs marqués sans en rater un seul en un match
  - 14 par Chris Paul (Suns de Phoenix) contre les New Orleans Pelicans le 28 avril 2022.

- Plus grand nombre de tirs tentés sans en réussir un seul en un match
  - 14 par Dennis Johnson (Seattle SuperSonics) contre les Washington Bullets le 7 juin 1978.

- Plus grand nombre de tirs tentés en un match
  - 48 par Wilt Chamberlain (Warriors de Philadelphie) contre les Nationals de Syracuse le 22 mars 1962.
  - 48 par Rick Barry (Warriors de San Francisco) contre les 76ers de Philadelphie le 18 avril 1967.

- Plus grand nombre de tirs réussis en une mi-temps
  - 16 par Dave Bing (Pistons de Détroit) contre les Celtics de Boston le 1er avril 1968.

- Plus grand nombre de tirs tentés en une mi-temps
  - 25 par Wilt Chamberlain (Warriors de Philadelphie) contre les Nationals de Syracusele 22 mars 1962.
  - 25 par Elgin Baylor (Lakers de Los Angeles) contre les Celtics de Boston le 14 avril 1962.
  - 25 par Michael Jordan (Bulls de Chicago) contre les Cavaliers de Cleveland le 1er mai 1988 (1re mi-temps).

- Plus grand nombre de tirs réussis en un quart-temps
  - 12 par Eric Floyd (Warriors de Golden State) contre les Lakers de Los Angeles le 10 mai 1987 (4e quart-temps).

- Plus grand nombre de tirs tentés en un quart-temps
  - 18 par Russell Westbrook (Oklahoma City Thunder) contre les Houston Rockets le 19 avril 2017.

- Plus grand nombre de tirs réussis consécutivement
  - 13 par Michael Jordan (Bulls de Chicago) contre les Lakers de Los Angeles le 5 juin 1991.

- Plus grand nombre de tirs à trois-points réussis en un match
  - 12 par Damian Lillard (Portland TrailBlazers) contre les Denver Nuggets le 1er juin 2021[84]

- Plus grand nombre de tirs à trois-points tentés en un match
  - 18 par Russell Westbrook (Oklahoma City Thunder) contre les Utah Jazz le 27 avril 2018.

- Plus grand nombre de tirs à trois-points réussis en une mi-temps
  - 8 par Vince Carter (Raptors de Toronto) contre les 76ers de Philadelphie le 11 mai 2001 et Damian Lillard (Trail Blazers de Portland) contre les Nuggets de Denver le 25 Mai 2021.

- Plus grand nombre de tirs à trois-points tentés en une mi-temps
  - 15 par Russell Westbrook (Oklahoma City Thunder) contre les Utah Jazz le 27 avril 2018.

- Plus grand nombre de lancers-francs réussis en un match
  - 30 par Bob Cousy (Celtics de Boston) contre les Nationals de Syracuse le 21 mars 1953 (après 4 prolongations).

- Plus grand nombre de lancers-francs tentés en un match
  - 39 par Shaquille O'Neal (Lakers de Los Angeles) contre les Pacers de l'Indiana le 9 juin 2000.

- Plus grand nombre de lancers-francs réussis en un match sans en rater un seul
  - 24 par Dirk Nowitzki (Mavericks de Dallas) contre le Thunder d'Oklahoma City le 17 mai 2011.

- Plus grand nombre de lancers-francs réussis en une mi-temps
  - 19 par Magic Johnson (Lakers de Los Angeles) contre les Warriors de Golden State le 8 mai 1991.
  - 19 par Karl Malone (Jazz de l'Utah) contre les Trail Blazers de Portland le 9 mai 1991.
  - 19 par Charles Barkley (Suns de Phoenix) contre les SuperSonics de Seattle le 5 juin 1993.

- Plus grand nombre de lancers-francs tentés une mi-temps
  - 28 par Deandre Jordan (Los Angeles Clippers) contre les Rockets de Houston le 10 mai 2015.

- Plus grand nombre de lancers-francs réussis en un quart-temps
  - 13 par Michael Jordan (Bulls de Bulls de Chicago) contre les Pistons de Detroit le 21 mai 1991.
  - 13 par Dirk Nowitzki (Mavericks de Dallas) contre les Trail Blazers de Portland le 16 avril 2011.

- Plus grand nombre de lancers-francs tentés en un quart-temps
  - 25 par Shaquille O'Neal (Lakers de Los Angeles) contre les Trail Blazers de Portland le 20 mai 2000.

- Plus grand nombre de rebonds en un match
  - 41 par Wilt Chamberlain (76ers de Philadelphie) contre les Celtics de Boston le 5 avril 1967.

- Plus grand nombre de rebonds défensifs en un match
  - 20 par Kevin Garnett (Timberwolves du Minnesota) le 19 mai 2004.
  - 20 par Kevin Garnett (Timberwolves du Minnesota) le 21 avril 2004.
  - 20 par Tim Duncan (Spurs de San Antonio) le 25 avril 2003.
  - 20 par Tim Duncan (Spurs de San Antonio) le 14 mai 2002.

- Plus grand nombre de rebonds en une mi-temps
  - 26 par Wilt Chamberlain (76ers de Philadelphie) contre les Warriors de San Francisco le 16 avril 1967.

- Plus grand nombre de rebonds en un quart-temps
  - 19 par Bill Russell (Celtics de Boston) contre les Lakers de Los Angeles le 18 avril 1962.

- Plus grand nombre de rebonds offensifs en un match
  - 15 par Moses Malone (Rockets de Houston) contre les Bullets de Washington le 21 avril 1977 (après prolongation).

- Plus grand nombre de passes décisives en un match
  - 24 par Magic Johnson (Lakers de Los Angeles) contre les Suns de Phoenix le 15 mai 1984.
  - 24 par John Stockton (Jazz de l'Utah) contre les Lakers de Los Angeles le 17 mai 1988.

- Plus grand nombre de passes décisives en une mi-temps
  - 15 par Magic Johnson (Lakers de Los Angeles) contre les Trail Blazers de Portland le 3 mai 1985.
  - 15 par Doc Rivers (Hawks d'Atlanta) contre les Celtics de Boston le 16 mai 1988.
  - 15 par Steve Nash (Suns de Phoenix) contre les Lakers de Los Angeles le 29 avril 2007 (1re mi-temps).

- Plus grand nombre de passes décisives en un quart-temps
  - 11 par John Stockton (Jazz de l'Utah) contre les Spurs de San Antonio le 5 mai 1994 (4e quart-temps).

- Plus grand nombre d'interceptions en un match
  - 10 par Allen Iverson (76ers de Philadelphie) contre le Magic d'Orlando le 13 mai 1999.

- Plus grand nombre de contres en un match
  - 10 par Mark Eaton (Jazz de l'Utah) contre les Rockets de Houston le 26 avril 1985.
  - 10 par Hakeem Olajuwon (Rockets de Houston) contre les Lakers de Los Angeles le 29 avril 1990.
  - 10 par Andrew Bynum (Lakers de Los Angeles) contre les Nuggets de Denver le 29 avril 2012[85].

- Plus grand nombre de turnovers (ballons perdus) en un match
  - 12 par James Harden (Rockets de Houston) contre les Warriors de Golden State le 27 mai 2015[86].
- Game Score le plus élevé sur un match :
  - 55,9 par Damian Lillard (Trail Blazers de Portland) contre les Nuggets de Denver le 1er juin 2021[31].

### En série de playoffs
- Meilleure moyenne de points par match lors d'une série de playoffs
  - 46,3 par Jerry West (Lakers de Los Angeles) contre les Bullets de Baltimore, 1965.

- Séries en trois matchs

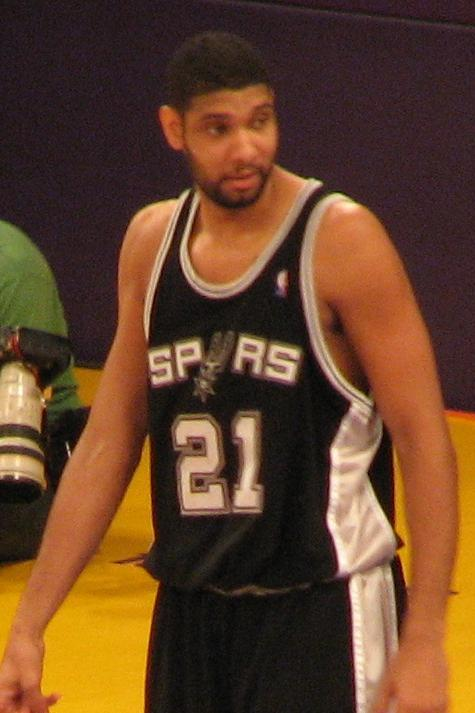
Tim Duncan est le recordman du nombre de contres lors d'une série de 6 matchs de playoffs.

  - Plus grand nombre de points - 135 par Michael Jordan contre le Heat de Miami, 1992 (45 points par match).
  - Plus grand nombre de tirs réussis - 53 par Michael Jordan contre le Heat de Miami, 1992.
  - Plus grand nombre de tirs tentés - 104 par Wilt Chamberlain contre les Nationals de Syracuse, 1960.
  - Plus grand nombre de tirs à trois-points réussis - 14 par John Starks contre les Cavaliers de Cleveland, 1996.
  - Plus grand nombre de tirs à trois-points tentés - 35 par Reggie Miller contre les Bucks de Milwaukee, 1999.
  - Meilleur pourcentage aux tirs à trois-points (minimum 6 tentés) - 85,7 % par Muggsy Bogues, 1997 (6 réussis sur 7 tentés).
  - Plus grand nombre de lancers-francs réussis - 43 par Kevin Johnson contre les Nuggets de Denver, 1989.
  - Plus grand nombre de lancers-francs tentés - 47 par Dolph Schayes contre les Celtics de Boston, 1959.
  - Meilleur pourcentage aux lancers-francs (minimum 15 tentés) - 100 % par Michael Jordan contre les Washington Bullets, 1997 (15/15).
  - Plus grand nombre de rebonds - 84 par Bill Russell contre les Nationals de Syracuse, 1957 (28 rebonds par match).
  - Plus grand nombre de rebonds offensifs - 28 par Moses Malone contre les SuperSonics de Seattle, 1982.
  - Plus grand nombre de passes décisives - 48 par Magic Johnson contre les Spurs de San Antonio, 1986 (16 passes décisives par match).
  - Plus grand nombre d'interceptions - 13 par Clyde Drexler contre les Mavericks de Dallas, 1990; par Hersey Hawkins contre les Bucks de Milwaukee, 1991.
  - Plus grand nombre de contres - 18 par Manute Bol contre le Jazz de l'Utah, 1989.

- Séries en quatre matchs
  - Plus grand nombre de points - 150 par Hakeem Olajuwon contre les Mavericks de Dallas, 1988 (37,5 points par match).
  - Plus grand nombre de tirs réussis - 65 par Kareem Abdul-Jabbar contre les Bulls de Chicago, 1974.
  - Plus grand nombre de tirs tentés - 123 par Tracy McGrady contre les Bucks de Milwaukee, 2001.
  - Plus grand nombre de tirs à trois-points réussis - 17 par Damon Jones contre les Nets du New Jersey, 2005.
  - Plus grand nombre de tirs à trois-points tentés - 42 par Nick Anderson contre les 76ers de Philadelphie, 1999.
  - Meilleur pourcentage aux tirs à trois-points (minimum 8 tentés) - 81,8 % par Bob Hansen contre les Trail Blazers de Portland, 1988.
  - Plus grand nombre de lancers-francs réussis - 51 par Kobe Bryant contre les Kings de Sacramento, 2001.
  - Plus grand nombre de lancers-francs tentés - 68 par Shaquille O'Neal contre les Nets du New Jersey, 2002.
  - Meilleur pourcentage aux lancers-francs (minimum 20 tentés) -
  - Plus grand nombre de rebonds - 118 par Bill Russell contre les Minneapolis Lakers, 1959 (29,5 rebonds par match).
  - Plus grand nombre de rebonds offensifs - 27 par Moses Malone contre les Lakers de Los Angeles, 1983.
  - Plus grand nombre de passes décisives - 57 par Magic Johnson contre les Suns de Phoenix, 1989 (14,3 passes décisives par match).
  - Plus grand nombre d'interceptions - 17 par Lionel Hollins contre les Lakers de Los Angeles, 1977.
  - Plus grand nombre de contres - 23 par Hakeem Olajuwon contre les Lakers de Los Angeles, 1990.

- Séries en cinq matchs
  - Plus grand nombre de points - 226 par Michael Jordan contre les Cavaliers de Cleveland, 1988 (45,2 points par match).
  - Plus grand nombre de tirs réussis - 86 par Michael Jordan contre les 76ers de Philadelphie, 1990.
  - Plus grand nombre de tirs tentés - 162 par Allen Iverson contre les Lakers de Los Angeles, 2001.
  - Plus grand nombre de tirs à trois-points réussis - 22 par Rex Chapman contre les SuperSonics de Seattle, 1997.
  - Plus grand nombre de tirs à trois-points tentés - 48 par Rex Chapman contre les SuperSonics de Seattle, 1997.
  - Meilleur pourcentage aux tirs à trois-points (minimum 10 tentés) - 80 % par Byron Scott contre les Warriors de Golden State, 1991.
  - Plus grand nombre de lancers-francs réussis - 62 par Oscar Robertson contre les Warriors de Philadelphie, 1964.
  - Plus grand nombre de lancers-francs tentés - 79 par Karl Malone contre les Clippers de Los Angeles, 1992.
  - Plus grand nombre de rebonds - 160 par Wilt Chamberlain contre les Celtics de Boston, 1967 (32 rebonds par match).
  - Plus grand nombre de rebonds offensifs - 36 par Larry Smith contre les Lakers de Los Angeles, 1987.
  - Plus grand nombre de passes décisives - 85 par Magic Johnson contre les Trail Blazers de Portland, 1985 (17 passes décisives).
  - Plus grand nombre d'interceptions - 21 par Micheal Ray Richardson contre les 76ers de Philadelphie, 1984; par Baron Davis contre les Nets du New Jersey, 2002.
  - Plus grand nombre de contres - 31 par Dikembe Mutombo contre les SuperSonics de Seattle, 1994.

- Séries en six matchs
  - Plus grand nombre de points - 278 par Jerry West contre les Bullets de Baltimore, 1965 (46,3 points par match).
  - Plus grand nombre de tirs réussis - 101 par Michael Jordan contre les Suns de Phoenix, 1993.
  - Plus grand nombre de tirs tentés - 235 par Rick Barry contre les 76ers de Philadelphie, 1967.
  - Plus grand nombre de tirs à trois-points réussis - 35 par Damian Lillard contre les Nuggets de Denver, 2021
  - Plus grand nombre de tirs à trois-points tentés - 78 par Damian Lillard contre les Nuggets de Denver, 2021.
  - Meilleur pourcentage de réussite à trois-points (minimum 12 tentés) - 66,7 % par Danny Ainge contre les Bulls de Chicago, 1993.
  - Plus grand nombre de lancers-francs réussis - 86 par Jerry West contre les Bullets de Baltimore, 1965.
  - Plus grand nombre de lancers-francs tentés - 97 par Dwyane Wade contre les Mavericks de Dallas, 2006.
  - Meilleur pourcentage de réussite de lancers-francs - 97,8 % par Reggie Miller contre les Lakers de Los Angeles, 2000; Dirk Nowitzki contre le Heat de Miami, 2011.
  - Plus grand nombre de rebonds - 171 par Wilt Chamberlain contre les Warriors de San Francisco, 1967 (28,5 rebonds par match).
  - Plus grand nombre de rebonds offensifs - 46 par Moses Malone contre les Celtics de Boston, 1981.
  - Plus grand nombre de passes décisives - 90 par Johnny Moore contre les Lakers de Los Angeles, 1983 (15 passes décisives par match)
  - Plus grand nombre d'interceptions - 19 par Rick Barry contre les SuperSonics de Seattle, 1975.
  - Plus grand nombre de contres - 32 par Tim Duncan contre les Nets du New Jersey, 2003.

- Séries en sept matchs
  - Plus grand nombre de points - 284 par Elgin Baylor contre les Celtics de Boston, 1962 (40,6 points par match).
  - Plus grand nombre de tirs réussis - 113 par Wilt Chamberlain contre les Saint-Louis Hawks, 1964.
  - Plus grand nombre de tirs tentés - 235 par Elgin Baylor contre les Celtics de Boston, 1962.
  - Plus grand nombre de tirs à trois-points réussis - 28 par Dennis Scott contre les Pacers de l'Indiana, 1995; par Ray Allen contre les 76ers de Philadelphie, 2001.
  - Plus grand nombre de tirs à trois-points tentés - 65 par Dennis Scott contre les Pacers de l'Indiana, 1995.
  - Meilleur pourcentage aux tirs à trois-points (minimum 12 tentés) - 61,1 % par Brian Shaw contre les Trail Blazers de Portland, 2000 (11/18).
  - Plus grand nombre de lancers-francs réussis - 83 par Dolph Schayes contre les Celtics de Boston, 1959.
  - Plus grand nombre de lancers-francs tentés - 100 par Charles Barkley contre les Bucks de Milwaukee, 1986.
  - Plus grand nombre de rebonds - 220 par Wilt Chamberlain contre les Celtics de Boston, 1965 (31,4 rebonds par match).
  - Plus grand nombre de rebonds offensifs - 45 par Wes Unseld contre les Spurs de San Antonio, 1979; par Dikembe Mutombo contre les Bucks de Milwaukee, 2001.
  - Plus grand nombre de passes décisives - 115 par John Stockton contre les Lakers de Los Angeles, 1988 (16.4 passes décisives).
  - Plus grand nombre d'interceptions - 28 par John Stockton contre les Lakers de Los Angeles, 1988.
  - Plus grand nombre de contres - 38 par Dikembe Mutombo contre le Jazz de l'Utah, 1994.

### Par saison
- Plus grand nombre de matches
  - 26 matches par Ray Allen, Rajon Rondo, Kevin Garnett, Paul Pierce et James Posey des Celtics de Boston en 2008[87].

- Plus grand nombre de minutes jouées consécutivement
  - 1 079 minutes par Richard Hamilton des Pistons de Détroit en 2005[88].

- Meilleure moyenne de minutes jouées par matches
  - 48,75 par Jerry Lucas des Cincinnati Royals en 1965[89].
  - 48,75 par Oscar Robertson des Cincinnati Royals en 1965[89].

- Plus grand nombre de tirs réussis
  - 306 par Hakeem Olajuwon des Rockets de Houston en 1995[90].

- Plus grand nombre de tirs tentés
  - 661 par Allen Iverson des 76ers de Philadelphie en 2001[91].

- Meilleur pourcentage de réussite aux tirs
  - 80,70 % par Chris Andersen du Heat de Miami en 2013[92].

- Plus grand nombre de tirs à 3 points réussis
  - 98 par Stephen Curry des Golden State Warriors en 2015[93].
  - 98 par Klay Thompson des Golden State Warriors en 2016[93].

- Plus grand nombre de tirs à 3 points tentés
  - 244 par Stephen Curry des Golden State Warriors en 2019[94].

- Meilleur pourcentage de réussite aux tirs à 3 points
  - 85,71 % par Tyrone Bogues des Hornets de Charlotte en 1997[95].

- Plus grand nombre de lancers-francs réussis
  - 205 par Dirk Nowitzki des Mavericks de Dallas en 2006[96].

- Plus grand nombre de lancers-francs tentés
  - 296 par Shaquille O'Neal des Lakers de Los Angeles en 2000[97].

- Plus grand nombre de points inscrits
  - 759 par Michael Jordan des Bulls de Chicago en 1992[98].

- Meilleure moyenne de points par matches
  - 43,67 par Michael Jordan des Bulls de Chicago en 1986[99].

- Plus grand nombre de rebonds offensifs
  - 125 par Moses Malone des Rockets de Houston en 1981[100].

- Plus grand nombre de rebonds défensifs
  - 273 par Tim Duncan des Spurs de San Antonio en 2003[101].

- Plus grand nombre de rebonds
  - 444 par Wilt Chamberlain des Lakers de Los Angeles en 1969[102].

- Meilleure moyenne de rebonds par matches
  - 30,20 par Wilt Chamberlain des 76ers de Philadelphie en 1966[103].

- Plus grand nombre de passes décisives
  - 303 par Magic Johnson des Lakers de Los Angeles en 1988[104].

- Meilleure moyenne de passes décisives
  - 15,21 par Magic Johnson des Lakers de Los Angeles en 1985[105].

- Plus grand nombre d'interceptions
  - 66 par Isiah Thomas des Pistons de Detroit en 1988[106].

- Meilleure moyenne d'interceptions par matches
  - 4,11 par Maurice Cheeks des 76ers de Philadelphie en 1979[107].

- Plus grand nombre de contres
  - 92 par Hakeem Olajuwon des Rockets de Houston en 1994[108].

- Meilleure moyenne de contres par matches
  - 5,80 par Manute Bol des Bullets de Washington en 1986[109].
  - 5,80 par Mark Eaton du Jazz de l'Utah en 1985[109].

- Plus grand nombre de Turnovers
  - 100 par Jayson Tatum des Celtics de Boston en 2022.

- Plus grand nombre de fautes
  - 102 par Dwight Howard du Magic d'Orlando en 2009.

### En carrière
- Plus grand nombre de matchs en playoffs
  - 292 par LeBron James.

- Plus grand nombre de matchs en playoffs sans être champion
  - 193 par Karl Malone.

- Plus grand nombre de matchs en playoffs avant d’être champion
  - 186 par Al Horford.

- Plus grand nombre de minutes jouées
  - 12 062 par LeBron James.

- Plus grande moyenne de temps de jeu par match
  - 47,24 minutes par Wilt Chamberlain.

- Plus grand nombre de points
  - 8 289 par LeBron James.

- Meilleure moyenne de points par match (minimum 25 matchs)
  - 33,45 par Michael Jordan (179 matchs).

- Plus grand nombre de matchs à 50 points et plus
  - 10 par wilt chamberlain

- Plus grand nombre de matchs à 40 points et plus
  - 50 par Michael Jordan.

- Plus grand nombre de matchs à 30 points et plus
  - 180 par LeBron James.

- Plus grand nombre de matchs à 20 points et plus
  - 500 par LeBron James.

- Plus grand nombre de matchs à 10 points et plus
  - 1150 par LeBron James.

- Le seul joueur à avoir inscrit 15 points ou plus dans tous ses matchs (minimum 25 matchs)
  - Michael Jordan (179 matchs).

- Le seul joueur à inscrire 50 points lors de deux matchs consécutifs
  - Michael Jordan inscrit 50 et 55 points lors des Games 1 et 2 lors du premier tour des playoffs 1988 contre les Cavaliers de Cleveland (28 avril 1988 – 1er mai 1988).

- Plus grand nombre de matchs consécutifs à 45 points
  - 3 par Michael Jordan (9 mai - 13 mai 1990).

- Plus grand nombre de matchs consécutifs à 40 points
  - 6 par Jerry West contre les Bullets de Baltimore (3 avril – 13 avril 1965).

- Plus grand nombre de matchs consécutifs à 30 points
  - 11 par Elgin Baylor (27 mars – 18 avril 1962).

- Plus grand nombre de matchs consécutifs à 20 points
  - 60 par Michael Jordan (2 juin 1989 – 11 mai 1993).

- Plus grand nombre de matchs consécutifs à 15 points
  - 179 par Michael Jordan.

- Plus grand nombre de matchs consécutifs à 10 points
  - 179 par Michael Jordan, (ce record inclut tous les matchs joués par Jordan dans sa carrière).

- Plus grand nombre de paniers inscrits
  - 2 971 par LeBron James.

- Plus grand nombre de paniers tentés
  - 5 984 par LeBron James.

- Meilleur pourcentage de réussite aux tirs
  - 58,9 % par Dwight Howard.

- Plus grand nombre de tirs à trois-points inscrits
  - 650 par Stephen Curry.

- Plus grand nombre de tirs à trois-points tentés
  - 1 637 par Stephen Curry.

- Meilleur pourcentage de tirs à trois-points (minimum 100 tentés)
  - 46,55 % par Raja Bell (81 réussis sur 174 tentés en 68 matches).
  - Bob Hansen à 50 % (mais seulement 38/76 en 49 matches), il est le plus adroit de l'histoire si on ne prend pas en compte le nombre de tentatives.

- Plus grand nombre de lancers francs inscrits
  - 1 867 par Lebron James.

- Plus grand nombre de lancers francs tentés
  - 2 519 par Lebron James.

- Meilleur pourcentage de lancers francs (minimum 250 tentés)
  - 91,1 % par Bill Sharman (370 réussis sur 406 tentés).
  - Mark Price possède une moyenne de 94,4 % (202 réussis sur 214 tentés), 1er sans prendre en compte le nombre de tentatives.

- Plus grand nombre de rebonds
  - 4 104 par Bill Russell.

- Meilleure moyenne de rebonds par match (minimum 25 matchs)
  - 24,9 par Bill Russell.

- Plus grand nombre de rebonds offensifs
  - 866 par Shaquille O'Neal.

- Plus grand nombre de rebonds défensifs
  - 2 186 par Lebron James.

- Plus grand nombre de passes décisives
  - 2 346 par Magic Johnson.

- Meilleure moyenne de passes décisives par match (minimum 25 matchs)
  - 12,35 par Magic Johnson.

- Plus grand nombre d'interceptions
  - 483 par Lebron James.

- Meilleure moyenne d'interceptions par match (minimum 25 matchs)
  - 2,28 par Baron Davis.

- Plus grand nombre de contres
  - 568 par Tim Duncan[110].

- Meilleure moyenne de contres par match (minimum 25 matchs)
  - 3,26 par Hakeem Olajuwon.

- Plus grand nombre de triple-double réalisés
  - 30 par Magic Johnson.

- Plus grand nombre de turnovers
  - 1 047 par Lebron James.

- Plus grand nombre de fautes
  - 797 par Kareem Abdul-Jabbar.

### Statistiques particulières
- Au moins 200 points, 100 rebonds et 50 passes décisives dans une série.
  - Giánnis Antetokoúnmpo en mai 2022 lors de la série en 7 match face aux Celtics de Boston[111].
- Au moins 1 000 points, 1 000 rebonds et 1 000 passes décisives
  - Larry Bird avec 3 897 points, 1 683 rebonds et 1 062 passes décisives.
  - Magic Johnson avec 3 701 points, 1 465 rebonds et 2 346 passes décisives.
  - Michael Jordan avec 5 987 points, 1 152 rebonds et 1 022 passes décisives.
  - Scottie Pippen avec 3 642 points, 1 583 rebonds et 1 048 passes décisives.
  - Jason Kidd avec 2 043 points, 1 058 rebonds et 1 263 passes décisives.
  - Kobe Bryant avec 5 640 points, 1 119 rebonds et 1 040 passes décisives.
  - LeBron James avec 7 491 points, 2 348 rebonds et 1 871 passes décisives (carrière en cours, au 02/06/2021).
- Au moins 4 000 points et 2 000 rebonds
  - Kareem Abdul-Jabbar avec 5 762 points et 2 481 rebonds.
  - Karl Malone avec 4 761 points et 2 062 rebonds.
  - Shaquille O'Neal avec 5 250 points et 2 508 rebonds.
  - Tim Duncan avec 5 172 points et 2 859 rebonds.
  - LeBron James avec 7 491 points et 2 348 rebonds.

## Records en finales NBA

### Par match
- Plus grand nombre de minutes jouées en un match
  - 62 par Kevin Johnson (Suns de Phoenix) contre les (Bulls de Chicago) le 13 juin 1993 (3 prolongations).

- Plus grand nombre de minutes jouées en un match sans perte de balle
  - 59 par Dan Majerle (Suns de Phoenix) contre les (Bulls de Chicago)le 13 juin 1993 (3 prolongations).

- Plus grand nombre de points marqués en un match
  - 61 par Elgin Baylor (Lakers de Los Angeles) contre les Celtics de Boston le 14 avril 1962.

- Plus grand nombre de points marqués en une mi-temps
  - 35 par Michael Jordan (Bulls de Chicago) contre les Trail Blazers de Portland le 3 juin 1992 (1re mi-temps).

- Plus grand nombre de points marqués en un quart-temps
  - 25 (11 paniers sur 13) par Isiah Thomas (Pistons de Détroit) contre les Lakers de Los Angeles le 19 juin 1988 (3e quart-temps)[112].

- Plus grand nombre de paniers marqués en un match
  - 22 par Elgin Baylor (Lakers de Los Angeles) contre les Celtics de Boston le 14 avril 1962.
  - 22 par Rick Barry (Warriors de San Francisco) contre les 76ers de Philadelphie le 18 avril 1967.

- Plus grand nombre de paniers tentés en un match
  - 48 par Rick Barry (Warriors de San Francisco) contre les 76ers de Philadelphie le 18 avril 1967.

- Plus grand nombre de paniers marqués en une mi-temps
  - 14 par Isiah Thomas (Pistons de Detroit) contre les Lakers de Los Angeles le 19 juin 1988 (2e mi-temps).
  - 14 par Michael Jordan (Bulls de Chicago) contre les Trail Blazers de Portland le 3 juin 1992 (1re mi-temps).
  - 14 par Michael Jordan (Bulls de Chicago) contre les Suns de Phoenix le 16 juin 1993 (1re mi-temps).

- Plus grand nombre de paniers tentés en une mi-temps
  - 25 par Elgin Baylor contre les Celtics de Boston le 14 avril 1962.

- Plus grand nombre de paniers marqués en un quart-temps
  - 11 par Isiah Thomas (Pistons de Detroit) contre les Lakers de Los Angeles le 19 juin 1988 (3e quart-temps).

- Plus grand nombre de paniers marqués consécutivement
  - 13 par Michael Jordan (Bulls de Chicago) contre les Lakers de Los Angeles le 5 juin 1991.

- Plus grand nombre de tirs à trois points marqués dans un match
  - 9 par Stephen Curry (Warriors de Golden State) contre les Cavaliers de Cleveland le 4 juin 2018[113].

- Plus grand nombre de tirs à trois points tentés dans un match
  - 17 par Stephen Curry (Warriors de Golden State) contre les Cavaliers de Cleveland le 4 juin 2018[113].

- Plus grand nombre de tirs à trois points marqués en une mi-temps
  - 7 par Ray Allen (Celtics de Boston) contre les Lakers de Los Angeles le 6 juin 2010 (1re mi-temps).

- Plus grand nombre de tirs à trois points tentés en un quart-temps
  - 10 par John Starks (Knicks de New York) contre les Rockets de Houston le 22 juin 1994.

- Plus grand nombre de lancer-francs marqués en un match
  - 21 par Dwyane Wade (Heat de Miami) contre les Mavericks de Dallas le 18 juin 2006 (une prolongation).

- Plus grand nombre de lancer-francs tentés dans un match
  - 39 par Shaquille O'Neal (Lakers de Los Angeles) contre les Pacers de l'Indiana le 9 juin 2000.

- Plus grand nombre de lancer-francs marqués en une mi-temps
  - 13 par Shaquille O'Neal (Lakers de Los Angeles) contre les Pacers de l'Indiana le 9 juin 2000.

- Plus grand nombre de lancers-francs tentés en une mi-temps
  - 22 par Shaquille O'Neal (Lakers de Los Angeles) contre les Pacers de l'Indiana le 9 juin 2000.

- Plus grand nombre de lancer-francs marqués en un quart-temps
  - 9 par Frank Ramsey (Celtics de Boston) contre les Minneapolis Lakers le 4 avril 1959.
  - 9 par Michael Jordan (Bulls de Chicago) contre le Jazz de l'Utah le 11 juin 1997.
  - 9 par Shaquille O'Neal (Lakers de Los Angeles) contre les Pacers de l'Indiana le 9 juin 2000.
  - 9 par Austin Croshere (Pacers de l'Indiana) contre les Lakers de Los Angeles le 16 juin 2000.
  - 9 par Allen Iverson (76ers de Philadelphie) contre les Lakers de Los Angeles le 10 juin 2001.

- Plus grand nombre de lancer-francs tentés en un quart-temps
  - 16 par Shaquille O'Neal (Lakers de Los Angeles) contre les Pacers de l'Indiana le 9 juin 2000.
  - 16 par Shaquille O'Neal (Lakers de Los Angeles) contre les Nets du New Jersey le 5 juin 2002

- Plus grand nombre de rebonds en un match
  - 40 par Bill Russell (Celtics de Boston) contre les Saint-Louis Hawks le 29 mars 1960.
  - 40 par Bill Russell (Celtics de Boston) contre les Lakers de Los Angeles le 18 avril 1962 (après une prolongation).

- Plus grand nombre de rebonds en une mi-temps
  - 26 par Wilt Chamberlain (76ers de Philadelphie) contre les Warriors de San Francisco le 16 avril 1967.

- Plus grand nombre de rebonds en un quart-temps
  - 19 par Bill Russell (Celtics de Boston) contre les Lakers de Los Angeles le 18 avril 1962.

- Plus grand nombre de rebonds offensifs en un match
  - 11 par Elvin Hayes (Bullets de Washington) contre les SuperSonics de Seattle le 27 mai 1979.
  - 11 par Dennis Rodman (Bulls de Chicago) contre les SuperSonics de Seattle le 7 juin 1996. (Match 2)
  - 11 par Dennis Rodman (Bulls de Chicago) contre les SuperSonics de Seattle le 16 juin 1996. (Match 6)

- Plus grand nombre de passes décisives en un match
  - 21 par Magic Johnson (Lakers de Los Angeles) contre les Celtics de Boston le 3 juin 1984[114].

- Plus grand nombre de passes décisives en une mi-temps
  - 14 par Magic Johnson (Lakers de Los Angeles) contre les Pistons de Detroit le 19 juin 1988.

- Plus grand nombre d'interceptions en un match
  - 7 par Robert Horry (Houston Rockets) contre les Orlando Magic le 9 juin 1995.

- Plus grand nombre de contres en un match
  - 9 par Dwight Howard (Orlando Magic) contre les Lakers de Los Angeles le 11 juin 2009.

- Plus grand nombre de pertes de balle dans un match
  - 10 par Magic Johnson (Lakers de Los Angeles) contre les 76ers de Philadelphie le 14 mai 1980 (joueur rookie).

### En série
- Plus grand nombre de points par match dans une série NBA
  - 41 par Michael Jordan (Bulls de Chicago) contre les Suns de Phoenix en 1993.

- Les seuls joueurs à avoir marqué 30 points dans tous les matchs d'une série NBA
  - Elgin Baylor contre les Celtics de Boston en 1962 (7 matchs).
  - Rick Barry contre les 76ers de Philadelphie en 1967 (6 matches).
  - Michael Jordan contre les Suns de Phoenix en 1993 (6 matchs).
  - Hakeem Olajuwon contre le Magic d'Orlando en 1995 (4 matchs).
  - Shaquille O'Neal contre les Pacers de l'Indiana en 2000 (6 matchs).
  - Kevin Durant contre les Cavaliers de Cleveland en 2017 (5 matchs)

- Séries de quatre matchs
  - Plus grand nombre de points - 145 par Shaquille O'Neal contre les Nets du New Jersey en 2002 (36,3 points par match).
  - Plus grand nombre de paniers marqués - 56 par Hakeem Olajuwon contre le Magic d'Orlando en 1995.
  - Plus grand nombre de paniers tentés - 116 par Hakeem Olajuwon contre le Magic d'Orlando en 1995.
  - Plus grand nombre de pourcentage aux trois points - 66,7 % par Derek Fisher contre les Nets du New Jersey en 2002.
  - Plus grand nombre de rebonds - 118 par Bill Russell contre les Minneapolis Lakers en 1959 (29.5 rebonds par match).
  - Plus grand nombre de rebonds offensifs - 27 par Moses Malone contre les Lakers de Los Angeles en 1983.
  - Plus grand nombre de passes - 51 par Bob Cousy contre les Minneapolis Lakers en 1959 (12.8 passes par match).
  - Plus grand nombre d'interceptions - 14 par Rick Barry contre les Washington Bullets en 1975.

- Séries de cinq matchs
  - Plus grand nombre de points - 178 par Allen Iverson contre les Lakers de Los Angeles en 2001 (35.6 points par match).
  - Plus grand nombre de paniers marqués - 66 par Allen Iverson contre les Lakers de Los Angeles en 2001 (40,7 % de réussite).
  - Plus grand nombre de paniers tentés - 162 par Allen Iverson contre les Lakers de Los Angeles en 2001.
  - Plus grand nombre de trois points marqués - 16 par Rashard Lewis contre les Lakers de Los Angeles en 2009.
  - Plus grand nombre de tirs à trois-points tentés - 40 par Rashard Lewis contre les Lakers de Los Angeles en 2009.
  - Plus grand nombre de pourcentage aux trois points - 68,8 % par Isiah Thomas contre les Trail Blazers de Portland en 1990.
  - Plus grand nombre de pourcentage aux lancers-francs - 100 % par Vlade Divac contre les Bulls de Chicago en 1991; et par Bill Laimbeer contre les Trail Blazers de Portland en 1990.
  - Plus grand nombre de rebonds - 144 par Bill Russell contre les Saint-Louis Hawks en 1961 (28.8 rebonds par match).
  - Plus grand nombre de rebonds offensifs - 31 par Shaquille O'Neal contre les 76ers de Philadelphie en 2001.
  - Plus grand nombre de passes - 62 par Magic Johnson contre les Bulls de Chicago en 1991 (12.4 passes par match).
  - Plus grand nombre d'interceptions - 14 par Michael Jordan contre les Lakers de Los Angeles en 1991.
  - Plus grand nombre de contres - 20 par Dwight Howard contre les Lakers de Los Angeles en 2009.

- Séries de six matchs
  - Plus grand nombre de points - 246 par Michael Jordan contre les Suns de Phoenix en 1993 (41 points par match).
  - Plus grand nombre de paniers marqués - 101 par Michael Jordan contre les Suns de Phoenix en 1993 (50,8 % de réussite).
  - Plus grand nombre de paniers tentés - 235 par Rick Barry contre les 76ers de Philadelphie en 1967.
  - Plus grand nombre de tirs à trois-points marqués - 32 par Stephen Curry, contre les Cavaliers de Cleveland en 2016.
  - Plus grand nombre de tirs à trois-points tentés - 41 par Jason Terry contre le Heat de Miami en 2006.
  - Plus grand nombre de pourcentage aux trois points - 66,7 % par Danny Ainge contre les Bulls de Chicago en 1993.
  - Plus grand nombre de pourcentage aux lancers-francs - 97,8 % par Reggie Miller contre les Lakers de Los Angeles en 2000.
  - Plus grand nombre de rebonds - 171 par Wilt Chamberlain contre les Warriors de San Francisco en 1967 (28.5 rebonds par match).
  - Plus grand nombre de rebonds offensifs - 46 par Moses Malone contre les Celtics de Boston en 1981.
  - Plus grand nombre de passes - 84 par Magic Johnson contre les Celtics de Boston en 1985 (14 passes par match).
  - Plus grand nombre d'interceptions - 16 par Julius Erving contre les Trail Blazers de Portland en 1977; par Magic Johnson contre les 76ers de Philadelphie en 1980; par Larry Bird contre les Rockets de Houston en 1986; et par Dwyane Wade contre les Mavericks de Dallas en 2006.
  - Plus grand nombre de contres - 32 par Tim Duncan contre les Nets du New Jersey en 2003.

- Séries de sept matchs
  - Plus grand nombre de points - 284 par Elgin Baylor contre les Celtics de Boston en 1962 (40.6 points par match).
  - Plus grand nombre de paniers marqués - 101 par Elgin Baylor contre les Celtics de Boston en 1962 (43 % de réussite).
  - Plus grand nombre de paniers tentés - 235 par Elgin Baylor contre les Celtics de Boston en 1962.
  - Plus grand nombre de tirs à trois-points marqués - 32 par Stephen Curry, contre les Cavaliers de Cleveland en 2016.
  - Plus grand nombre de tirs à trois-points tentés - 50 par John Starks, contre les Rockets de Houston en 1994.
  - Plus grand nombre de pourcentage aux trois points - 55,1 % par Danny Green (27/49), contre le Heat de Miami en 2013.
  - Plus grand nombre de pourcentage aux lancers-francs - 95,9 % par Bill Sharman contre les Saint-Louis Hawks en 1958 (30 marqués sur 31 tentés).
  - Plus grand nombre de rebonds - 189 par Bill Russell contre les Lakers de Los Angeles en 1962 (27 rebonds par match).
  - Plus grand nombre de passes - 95 par Magic Johnson contre les Celtics de Boston en 1984 (13.6 passes par match).
  - Plus grand nombre d'interceptions - 20 par Isiah Thomas contre les Lakers de Los Angeles en 1988.
  - Plus grand nombre de contres - 30 par Patrick Ewing contre les Rockets de Houston en 1994.

### En carrière
- Plus grand nombre de points
  - 1679 par Jerry West.

- Plus grand nombre de points par match (10 matchs minimum)
  - 36,3 par Rick Barry (10 matchs).

- Plus grand nombre de paniers marqués
  - 612 par Jerry West.

- Plus grand nombre de paniers tentés
  - 1333 par Jerry West.

- Plus grand nombre de paniers à trois points marqués
  - 152 par Stephen Curry.

- Plus grand nombre de paniers à trois points tentés
  - 385 par Stephen Curry.

- Meilleur pourcentage de réussite aux tirs à trois points (40 tentatives minimum)
  - 52,5 % par Derek Fisher (31 réussis sur 59 tentés).

- Plus grand nombre de lancers francs marqués
  - 455 par Jerry West.

- Plus grand nombre de lancers francs tentés
  - 551 par Jerry West.

- Meilleur pourcentage de réussite aux lancers franc (100 tentatives minimum)
  - 92,6 % par Bill Sharman (126 réussis sur 136 tentés).

- Plus grand nombre de matchs à 40 points
  - 10 par Jerry West.

- Plus grand nombre de matchs à 30 points
  - 33 par Jerry West.

- Plus grand nombre de matchs à 20 points
  - 49 par Jerry West.

- Plus grand nombre de matchs consécutifs à 40 points
  - 4 par Michael Jordan (entre le 11 juin et le 18 juin 1993).

- Plus grand nombre de matchs consécutifs à 30 points
  - 13 par Elgin Baylor (entre le 9 avril 1959 et le 21 avril 1963).

- Plus grand nombre de matchs consécutifs à 20 points
  - 35 par Michael Jordan (entre le 2 juin 1991 et le 14 juin 1998).

- Seul joueur à avoir marqué au moins 20 points dans chaque match (15 matchs minimum)
  - Michael Jordan (35 matchs).

- Plus grand nombre de rebonds
  - 1718 par Bill Russell.

- Meilleure moyenne de rebonds par match (10 matchs minimum)
  - 24,6 par Wilt Chamberlain (35 matchs).

- Record de rebonds offensifs
  - 124 par Kareem Abdul-Jabbar.

- Plus grand nombre de passes décisives
  - 584 par Magic Johnson.

- Meilleure moyenne de passes décisives par match (10 matchs minimum)
  - 11,7 par Magic Johnson (50 matchs).

- Plus grand nombre d'interceptions
  - 102 par Magic Johnson.

- Plus grand nombre de contres
  - 116 par Kareem Abdul-Jabbar.
- Plus grand nombre de triple double
  - 11 par LeBron James[115]

- Plus grand nombre de turnovers
  - 217 par Lebron James.

- Plus grand nombre de fautes
  - 225 par Bill Russell.

## Records de précocité et d'ancienneté
- Meilleure moyenne de points pour un rookie
  - 37,6 par Wilt Chamberlain, durant la saison NBA 1959-1960.

- Meilleure moyenne de rebonds pour un rookie
  - 27,0 par Wilt Chamberlain, durant la saison NBA 1959-1960.

- Meilleur moyenne de passes décisives pour un rookie
  - 10,6 par Mark Jackson, durant la saison NBA 1986-1987.

- Meilleure moyenne d'interceptions par match pour un rookie
  - 2,57 par Dudley Bradley, durant la saison NBA 1979-1980.

- Meilleure moyenne de contres par match pour un rookie
  - 4,96 par Manute Bol, durant la saison NBA 1985-1986.

- Plus grand nombre de points en un match pour un rookie
  - 58 par Wilt Chamberlain (Warriors de Philadelphie) contre les Pistons de Détroit le 25 janvier 1960.
  - 58 par Wilt Chamberlain (Warriors de Philadelphie) contre les Knicks de New York le 21 février 1960.

- Plus grand nombre de rebonds en un match pour un rookie
  - 45 par Wilt Chamberlain (Warriors de Philadelphie) contre les Nationals de Syracuse le 6 février 1960.

- Plus grand nombre de passes décisives en un match pour un rookie
  - 25 par Ernie DiGregorio contre les Trail Blazers de Portland le 1er janvier 1974.
  - 25 par Nate McMillan contre les Clippers de Los Angeles le 23 février 1987.

- Plus grand nombre d'interceptions en un match pour un rookie
  - 10 par Ron Harper (Cavaliers de Cleveland) contre les 76ers de Philadelphie le 10 mars 1987.

- Plus grand nombre de contres en un match pour un rookie
  - 15 par Manute Bol (Washington Bullets) contre les Hawks d'Atlanta le 25 janvier 1986.

- Seuls joueurs à avoir inscrit au moins 20 points, 5 rebonds et 5 passes de moyenne lors de leurs années de rookie
  - Oscar Robertson avec 30,5 points, 10,1 rebonds et 9,7 passes de moyenne.
  - Michael Jordan avec 28,2 points, 6,5 rebonds et 5,9 passes de moyenne.
  - LeBron James avec 20,9 points, 5,5 rebonds et 5,9 passes de moyenne.
  - Tyreke Evans avec 20,1 points, 5,3 rebonds et 5,8 passes de moyenne.
  - Luka Dončić avec 21,2 points, 7,8 rebonds et 6,0 passes de moyenne.

- Seul joueur à avoir inscrit plus de 30 points et plus de 20 rebonds de moyenne lors de son année de rookie
  - Wilt Chamberlain avec 37,6 points et 27 rebonds lors de la saison NBA 1959-1960.

- Au moins 40 points et 15 rebonds dans un match pour un rookie depuis la fusion de la NBA et de la American Basketball Association (ABA) en 1976[116].
  - Michael Jordan (Bulls de Chicago), le 12 février 1985 contre les Pistons de Détroit avec 49 points et 15 rebonds.
  - David Robinson (Spurs de San Antonio), le 2 mars 1990 contre les Warriors de Golden State avec 41 points et 17 rebonds.
  - Shaquille O'Neal (Magic d'Orlando), le 16 février 1993 contre les Pistons de Détroit avec 46 points et 21 rebonds.
  - Blake Griffin (Clippers de Los Angeles), le 20 novembre 2010 contre les Knicks de New York avec 44 points et 15 rebonds.
  - Victor Wembanyama (Spurs de San Antonio), le 30 mars 2024 contre les Knicks de New York avec 40 points et 20 rebonds.

- Plus jeune joueur à avoir marqué au moins 50 points dans un match
  - Brandon Jennings (Bucks de Milwaukee) a marqué 55 points contre les Warriors de Golden State à l'âge de 20 ans et 52 jours, le 14 novembre 2009. Il a réussi cette performance lors de son 7e match en NBA, ce qui constitue aussi un record dans ce domaine.

- Plus jeune joueur à avoir marqué au moins 60 points dans un match
  - Devin Booker (Suns de Phoenix) a marqué 70 points contre les Celtics de Boston à l'âge de 20 ans et 145 jours, le 24 mars 2017. C'est également le plus jeune joueur à avoir marqué 70 points dans un match.
- Plus jeune joueur à avoir réalisé un triple-double
  - LaMelo Ball (Hornets de Charlotte), le 9 Janvier 2021 contre les Hawks d'Atlanta à l'âge de 19 ans et 140 jours (22 points, 12 rebonds et 11 passes décisives).

- Plus jeune joueur à avoir atteint la barre des 1 000 contres en carrière
  - Josh Smith à l'âge de 24 ans et 59 jours.

- Plus jeune joueur à avoir été meilleur marqueur sur une saison
  - Kevin Durant à 21 ans et 6 mois le 14 avril 2010 au terme de la saison NBA 2009-2010 avec une moyenne de 30,1 points.

- Plus jeune joueur à avoir été meilleur rebondeur sur une saison
  - Dwight Howard à 22 ans et 4 mois le 16 avril 2008 au terme de la saison NBA 2007-2008 avec une moyenne de 14,2 rebonds.

- Plus jeune joueur à avoir été meilleur passeur sur une saison
  - Oscar Robertson à 22 ans et 5 mois au terme de la saison NBA 1960-1961 avec une moyenne de 9,72 passes décisives.

- Plus jeune joueur à avoir été meilleur intercepteur sur une saison
  - Chris Paul à 22 ans et 11 mois le 16 avril 2008 au terme de la saison NBA 2007-2008 avec une moyenne de 2,71 interceptions.

- Plus jeune joueur à avoir été meilleur contreur sur une saison
  - Victor Wembanyama à 20 ans et 101 jours au terme de la saison NBA 2023-2024 avec une moyenne de 3,6 contres.

- Plus jeune joueur à atteindre :

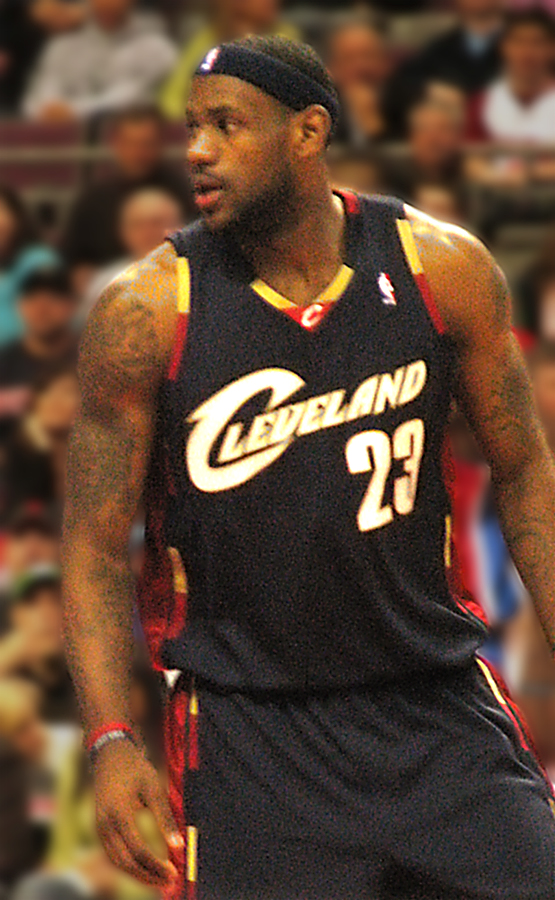
LeBron James est le plus jeune joueur à avoir réalisé un triple-double et à passer la barre des 10000, des 20000 et des 30000 points en carrière.

  - 1 000 points - LeBron James (19 ans et 41 jours), le 9 février 2004.
  - 5 000 points - LeBron James (21 ans, 22 jours), le 20 janvier 2006
  - 10 000 points - LeBron James (23 ans et 59 jours), le 27 février 2008.
  - 15 000 points - LeBron James (25 ans et 79 jours), le 19 mars 2010.
  - 20 000 points - LeBron James (28 ans et 17 jours), le 16 janvier 2013.
  - 25 000 points - LeBron James (30 ans et 307 jours), le 2 novembre 2015.
  - 30 000 points - LeBron James (33 ans et 24 jours), le 23 janvier 2018.
  - 35 000 points - LeBron James (36 ans et 50 jours), le 18 février 2021.

- Record du plus petit nombre de matches pour atteindre les 10 000 points
  - 236 par Wilt Chamberlain

- Record du plus petit nombre de matches pour atteindre les 15 000 points
  - 358 par Wilt Chamberlain

- Record du plus petit nombre de matches pour atteindre les 20 000 points
  - 499 par Wilt Chamberlain

- Record du plus petit nombre de matches pour atteindre les 25 000 points
  - 691 par Wilt Chamberlain. Il a marqué son 25 000e point le 23 février 1968 contre les Pistons de Détroit.

- Record du plus petit nombre de matches pour atteindre les 30 000 points
  - 941 par Wilt Chamberlain. Il a marqué son 30 000e point le 16 février 1972 contre les Suns de Phoenix.

- Record du plus petit nombre de matches pour atteindre les 35 000 points
  - 1 295 par LeBron James. Il a marqué son 35 000e point le 18 février 2021 contre les Nets de Brooklyn.

- Plus jeune joueur élu MVP de la saison
  - Derrick Rose à 22 ans, 6 mois et 30 jours le 3 mai 2011.

- Plus jeune joueur élu MVP des finales NBA
  - Magic Johnson à 20 ans, 9 mois et 2 jours le 16 mai 1980.

- Plus jeune joueur élu MVP au NBA All-Star Game
  - LeBron James (21 ans et 55 jours).

- Plus jeune joueur élu dans la All-NBA First Team
  - LeBron James (21 ans et 138 jours).

- Plus jeune joueur élu dans la All-NBA Defensive First Team
  - Kobe Bryant  (21 ans et 238 jours)

- Plus jeune joueur à avoir joué un All-Star Game
  - Kobe Bryant à 19 ans et 175 jours 8 février 1998[117].

- Plus jeune joueur à avoir débuté dans le cinq de départ d'un All-Star Game
  - Kobe Bryant à 19 ans et 175 jours le 8 février 1998.

- Plus jeune joueur élu NBA Defensive Player of the Year
  - Dwight Howard à 23 ans lors de la saison NBA 2008-2009, il devance Alvin Robertson de quelques mois.

- Plus jeune joueur à avoir joué dans un match de NBA
  - Andrew Bynum (18 ans et 6 jours).

- Plus jeune joueur à avoir commencé un match de NBA
  - Kobe Bryant (18 ans et 158 jours).

- Plus vieux joueur à avoir été meilleur marqueur sur une saison
  - Michael Jordan à l'âge de 35 ans lors de la saison NBA 1997-1998 avec une moyenne de 28,7 points.

- Plus vieux joueur à avoir été meilleur rebondeur sur une saison
  - Dennis Rodman à l'âge de 36 ans et 341 jours le 19 avril 1998 au terme de la saison NBA 1997-1998 avec une moyenne de 15,01 rebonds.

- Plus vieux joueur à avoir réalisé un triple-double
  - Karl Malone avec les Lakers de Los Angeles, le 28 novembre 2003 contre les Spurs de San Antonio à l'âge de 40 ans, 4 mois et 4 jours (10 points, 11 rebonds et 10 passes).

- Plus vieux joueur à avoir marqué au moins 60 points dans un match
  - Kobe Bryant a marqué 60 points contre le Jazz de l'Utah à l'âge de 37 ans et 234 jours
- Plus vieux joueur à avoir marqué au moins 50 points dans un match
  - Michael Jordan a marqué 51 points contre les New Orleans Hornets à l'âge de 38 ans et 315 jours.

- Plus vieux joueur à avoir marqué au moins 40 points dans un match
  - Michael Jordan a marqué 43 points contre les Nets du New Jersey à l'âge de 40 ans et 4 jours.

- Plus vieux joueur à avoir été MVP de la saison
  - Karl Malone à l'âge de 35 ans lors de la saison NBA 1998-1999, il devance Michael Jordan de quelques mois.

- Plus vieux joueur à avoir été MVP des finales
  - Kareem Abdul-Jabbar à l'âge de 38 ans et 2 mois lors de la saison saison NBA 1984-1985.

- Plus vieux joueur à avoir été MVP du All-Star Game
  - Shaquille O'Neal à l'âge de 36 ans et 11 mois en 2009.

- Plus vieux joueur élu dans la All-NBA First Team
  - Kareem Abdul-Jabbar à l'âge de 39 ans et 53 jours lors de la saison NBA 1985-1986.

- Plus vieux joueur élu dans la All-NBA Defensive First Team
  - Bruce Bowen à l'âge de 36 ans, 10 mois et 4 jours lors de la saison NBA 2007-2008.

- Plus vieux joueur à avoir joué un All-Star Game
  - Kareem Abdul-Jabbar à l'âge de 41 ans et 10 mois en 1989.

- Plus vieux joueur à avoir débuté dans le cinq de départ d'un All-Star Game
  - Lebron James a l'âge de 40 ans et 1 mois en 2025

- Plus vieux joueurs élu NBA Defensive Player of the Year
  - Dikembe Mutombo à l'âge de 34 ans lors de la saison NBA 2000-2001.

- Plus vieux joueur à avoir joué dans un match de NBA
  - Matthew Hickey (45 ans et 363 jours).

- Plus vieux joueur à avoir commencé un match de NBA
  - Robert Parish (43 ans et 231 jours).

À partir de 2006, la NBA a appliqué une nouvelle réglementation liée à l'âge minimal des joueurs. Les joueurs issus du lycée doivent attendre au moins un an avant de pouvoir intégrer la NBA, ce qui rend certains records plus difficiles à battre.

## Records par équipe

### En un match
Tous les records de cette section ont été pris en compte après l'introduction du « shot clock », c'est-à-dire les 24 secondes pour tenter un tir
- Plus long match
  - 78 minutes entre les Olympians d'Indianapolis et les Royals de Rochester le 6 janvier 1951. Indianapolis a eu besoin de 6 prolongations pour finalement l'emporter 75 à 73[118].

- Plus grand nombre de points en un match
  - 370 points. Match remporté par les Pistons de Détroit contre les Nuggets de Denver (186 à 184) avec 3 prolongations, le 13 décembre 1983[119],[120].

- Plus grand nombre de points en un match sans prolongations
  - 320 points. Match remporté par les Warriors de Golden State contre les Nuggets de Denver (162 à 158) le 2 novembre 1990.

- Plus grand nombre de paniers à trois points réussis en un match
  - 29 sur 51 tentés par les Bucks de Milwaukee face au Heat de Miami le 29 décembre 2020[121],[122].
  - 29 sur 61 tentés par les Celtics de Boston face au Knicks de New York le 22 octobre 2024[123].

- Plus grand nombre de points dans une 1re mi-temps
  - 107 par les Suns de Phoenix contre les Nuggets de Denver (173 à 143) le 10 novembre 1990.

- Plus grand nombre de points dans une 2de mi-temps
  - 97 par les Hawks d'Atlanta face aux Lakers de Los Angeles le 11 février 1970.

- Plus grand nombre de points en un quart-temps
  - 58 par les Braves de Buffalo contre les Celtics de Boston le 20 octobre 1972 (4e quart-temps).

- Plus grand nombre de points en une prolongation
  - 25 par les Nets du New Jersey contre les Clippers de Los Angeles le 30 novembre 1996.

- Plus grand nombre de points additionnés dans une 1re mi-temps
  - 174 par les Suns de Phoenix (107) contre les Nuggets de Denver (67) le 10 novembre 1990.

- Plus grand nombre de points additionnés dans une 2de mi-temps
  - 172 par les Spurs de San Antonio (91) face aux Nuggets de Denver (81) le 11 janvier 1984.

- Plus grand nombre de points additionnés dans un quart-temps
  - 99 par les Spurs de San Antonio (53) contre les Nuggets de Denver (46) le 11 janvier 1984 (4e quart-temps).

- Plus grand nombre de points additionnés dans une prolongation
  - 46 par les Mavericks de Dallas (23) face aux Rockets de Houston (23) le 11 avril 1995 (1re prolongation).

- Plus grand nombre de points marqués par une équipe sans en encaisser (run)
  - 30 par les Mavericks de Dallas face aux Oklahoma City Thunder le 2 décembre 2023, de 87-111 à 117-111 (4e quart-temps)[124].

- Plus petit nombre de points en un match
  - 49 par les Bulls de Chicago contre le Heat de Miami le 10 avril 1999.

- Plus petit nombre de points dans une 1re mi-temps
  - 19 par les Clippers de Los Angeles contre les Lakers de Los Angeles le 14 décembre 1999.

- Plus petit nombre de points dans une 2de mi-temps
  - 16 par les Hornets de La Nouvelle-Orléans face aux Clippers de Los Angeles le 1er mars 2006.

- Plus petit nombre de points en un quart-temps
  - 2 par les Mavericks de Dallas face aux Lakers de Los Angeles le 6 avril 1997 (3e quart-temps).
  - 2 par les Warriors de Golden State face aux Raptors de Toronto le 8 février 2004 (4e quart-temps).

- Plus petit nombre de points dans une prolongation
  - 0 par les Rockets de Houston contre les Trail Blazers de Portland le 22 janvier 1983.
  - 0 par les Lakers de Los Angeles contre les Pistons de Détroit le 1er décembre 1989.
  - 0 par les SuperSonics de Seattle contre les 76ers de Philadelphie le 16 février 1990.
  - 0 par les Pacers de l'Indiana contre les Trail Blazers de Portland le 10 mars 1996 (2de prolongation).
  - 0 par les Nuggets de Denver contre les Hornets de Charlotte le 13 janvier 1997.
  - 0 par les Bullets de Washington contre les Hawks d'Atlanta le 18 novembre 1997.
  - 0 par les Clippers de Los Angeles contre les Bulls de Chicago le 21 novembre 1997 (2de prolongation).
  - 0 par les Grizzlies de Vancouver contre les Pacers de l'Indiana le 1er décembre 2000.
  - 0 par les Hawks d'Atlanta contre le Heat de Miami le 5 janvier 2012 (3e prolongation).

- Plus petit nombre de points additionnés dans un match
  - 119 par les Hawks de Milwaukee (57) contre les Celtics de Boston (62) le 27 février 1955.

- Plus petit nombre de points additionnés dans une 1re mi-temps
  - 55 par les Rockets de Houston (25) contre les Spurs de San Antonio (30) le 11 décembre 2003.
  - 55 par les Nets du New Jersey (25) contre les Trail Blazers de Portland (30) le 28 novembre 2004.

- Plus petit nombre de points additionnés dans une 2de mi-temps
  - 51 par les Celtics de Boston (25) contre les Hawks de Milwaukee (26) le 27 février 1955.
  - 51 par les Hornets de Charlotte (19) contre les Knicks de New York (32) le 11 novembre 2000.

- Plus petit nombre de points additionnés dans un quart-temps.
  - 15 par les Knicks de New York (8) contre le Magic d'Orlando (7) le 11 avril 2015 (2e quart-temps).

- Plus petit nombre de points additionnés dans une prolongation
  - 2 par les Nuggets de Denver (0) contre les Hornets de Charlotte (2) le 13 janvier 1997.

- Plus grand écart de points dans un match
  - 73 par les Grizzlies de Memphis contre le Thunder d'Oklahoma City (152-79) le 3 décembre 2021.
- Plus grand écart de points dans une mi-temps
  - 50 par les Mavericks de Dallas contre les Clippers de Los Angeles (77 à 27) le 28 décembre 2020

- Plus grand écart de points dans une prolongation
  - 17 par les Trail Blazers de Portland contre les Rockets de Houston le 22 janvier 1983 (113 à 96 pendant le match et 17-0 pendant la prolongation).

- Plus grand nombre d'interceptions dans un match
  - 27 par les SuperSonics de Seattle contre les Raptors de Toronto le 15 janvier 1997.

- Plus grand nombre d'interceptions en une mi-temps
  - 17 par les Warriors de Golden State contre les Spurs de San Antonio le 15 février 1989.

- Plus grand nombre d'interceptions en un quart-temps
  - 12 par les Warriors de Golden State contre les Pacers de l'Indiana le 16 janvier 2008.

- Plus grand nombre d'interceptions additionnées dans un match
  - 40 par les Warriors de Golden State (24) contre les Lakers de Los Angeles (16) le 21 janvier 1974.
  - 40 par les 76ers de Philadelphie (24) contre les Pistons de Détroit (16) le 11 novembre 1978.
  - 40 par les Warriors de Golden State (25) contre les Spurs de San Antonio (15) le 15 février 1989.

- Plus petit nombre d'interceptions additionnées dans un match
  - 2 par les Pistons de Détroit (1 interception) contre les Knicks de New York (1 interception) le 9 octobre 1973.
  - 2 par les Spurs de San Antonio (1 interception) contre les Charlotte Hornets (1 interception) le 6 février 1996.

- Plus grand nombre de fautes dans un match
  - 52 par le Jazz de l'Utah face aux Suns de Phoenix le 9 avril 1990 (une prolongation).

- Plus petit nombre de fautes dans un match
  - 4 par les Bucks de Milwaukee face aux Celtics de Boston le 10 avril 2024.

- Plus grandes remontées dans un match
  - Le Jazz de l'Utah contre les Nuggets de Denver le 27 novembre 1997. Le Jazz comble un retard de 36 points lors de la seconde mi-temps, l'emportant sur le score de 107 à 103.
  - Les Kings de Sacramento contre les Bulls de Chicago le 21 décembre 2009. Les Kings ont comblé un retard de 35 points, alors qu'il restait 8 minutes 50 secondes à jouer dans le troisième quart-temps. Sacramento était alors mené 44 à 79 et l'a finalement emporté 102 à 98.
  - Les Clippers de Los Angeles contre les Wizards de Washington le 25 janvier 2022. Les Clippers ont comblé un retard de 35 points après avoir été mené 66 à 31 en première mi-temps, pour s'imposer finalement d'un point 116 à 115.

- Équipes avec deux joueurs à 40 points dans le même match
  - Les Bullets de Baltimore face aux Lakers de Los Angeles le 14 novembre 1964 (Gus Johnson : 41, Walt Bellamy : 40).
  - Les Lakers de Los Angeles face aux face aux Warriors de San Francisco le 11 février 1970 (Elgin Baylor : 43, Jerry West : 43).
  - Le Jazz de La Nouvelle-Orléans face aux Nuggets de Denver le 10 avril 1977 (Pete Maravich : 45, Nate Williams : 41).
  - Les Suns de Phoenix face aux Celtics de Boston le 5 janvier 1978 (Paul Westphal : 43, Walter Davis : 40).
  - Les Spurs de San Antonio face aux Bucks de Milwaukee le 6 mars 1982 (3 prolongations) (George Gervin : 50, Mike Mitchell : 45).
  - Les Pistons de Détroit face aux Nuggets de Denver le 13 décembre 1983 (3 prolongations) (Isiah Thomas : 47, John Long : 41)[119],[120].
  - Les Nuggets de Denver face aux Pistons de Détroit le 13 décembre 1983 (3 prolongations) (Kiki Vandeweghe : 51, Alex English : 47).
  - Le Jazz de l'Utah face aux Pistons de Détroit le 19 mars 1984 (Adrian Dantley : 43, John Drew : 42).
  - Les Bulls de Chicago face aux Pacers de l'Indiana le 18 février 1996 (Michael Jordan : 44, Scottie Pippen : 40).
  - Le Thunder d'Oklahoma City face aux Nuggets de Denver le 20 février 2012 (Kevin Durant : 51, Russell Westbrook : 40).
  - Le Thunder d'Oklahoma City face aux Timberwolves du Minnesota le 24 mars 2012 (Russell Westbrook : 45, Kevin Durant : 40).
  - Les Cavaliers de Cleveland face aux Warriors de Golden State le 13 juin 2016 (LeBron James : 41, Kyrie Irving : 41)[125]
  - Les Cavaliers de Cleveland face aux Celtics de Boston le 28 octobre 2022 (Donovan Mitchell : 41, Caris LeVert : 41)
  - Les Kings de Sacramento face aux Clippers de Los Angeles le 25 février 2023 (Malik Monk : 45, De'Aaron Fox : 42)
  - Les Mavericks de Dallas face aux Pélicans de la Nouvelle-Orléans le 15 janvier 2024 (Kyrie Irving : 42, Tim Hardaway Jr. : 41.

- Plus grand nombre de réussite aux lancers francs pour les deux équipes
  - Les Bucks de Milwaukee face aux Pistons de Détroit le 12 janvier 2012 : 17/17 pour Bucks de Milwaukee et 24/24 pour Pistons de Détroit. C'est la deuxième fois dans l'histoire de la NBA que cela se produit[126].

- Plus grand nombre de lancers francs marqués par une équipe.
  - 61 par les Suns de Phoenix le 9 Avril 1990, contre les Jazz de l'Utah.
- Plus grand nombre de lancers francs combinés par les 2 équipes.
  - 103 par les Celtics de Boston (56/65) et les Lakers de Minneapolis (47/53), le 28 novembre 1954.
- Plus grand nombre de lancers francs marqués consécutivement par une équipe.
  - 40 par le Heat de Miami le 10 janvier 2023, contre le Thunder d'Oklahoma.
- Plus grand nombre de lancers francs marqués consécutivement par les 2 équipes.
  - 45 par les Hawks d'Atlanta (29/29) et les Wizards de Washington (16/16), le 1er novembre 2021.
- Plus petit nombre de lancers francs tentés par une équipe.
  - 0 par les Celtics de Boston le 10 avril 2024, contre les Bucks de Milwaukee.
- Plus petit nombre de lancers francs combinés par les 2 équipes.
  - 1 par les Celtics de Boston (0/0) et les Bucks de Milwaukee (1/2), le 10 avril 2024.

### En une saison
- Meilleur bilan

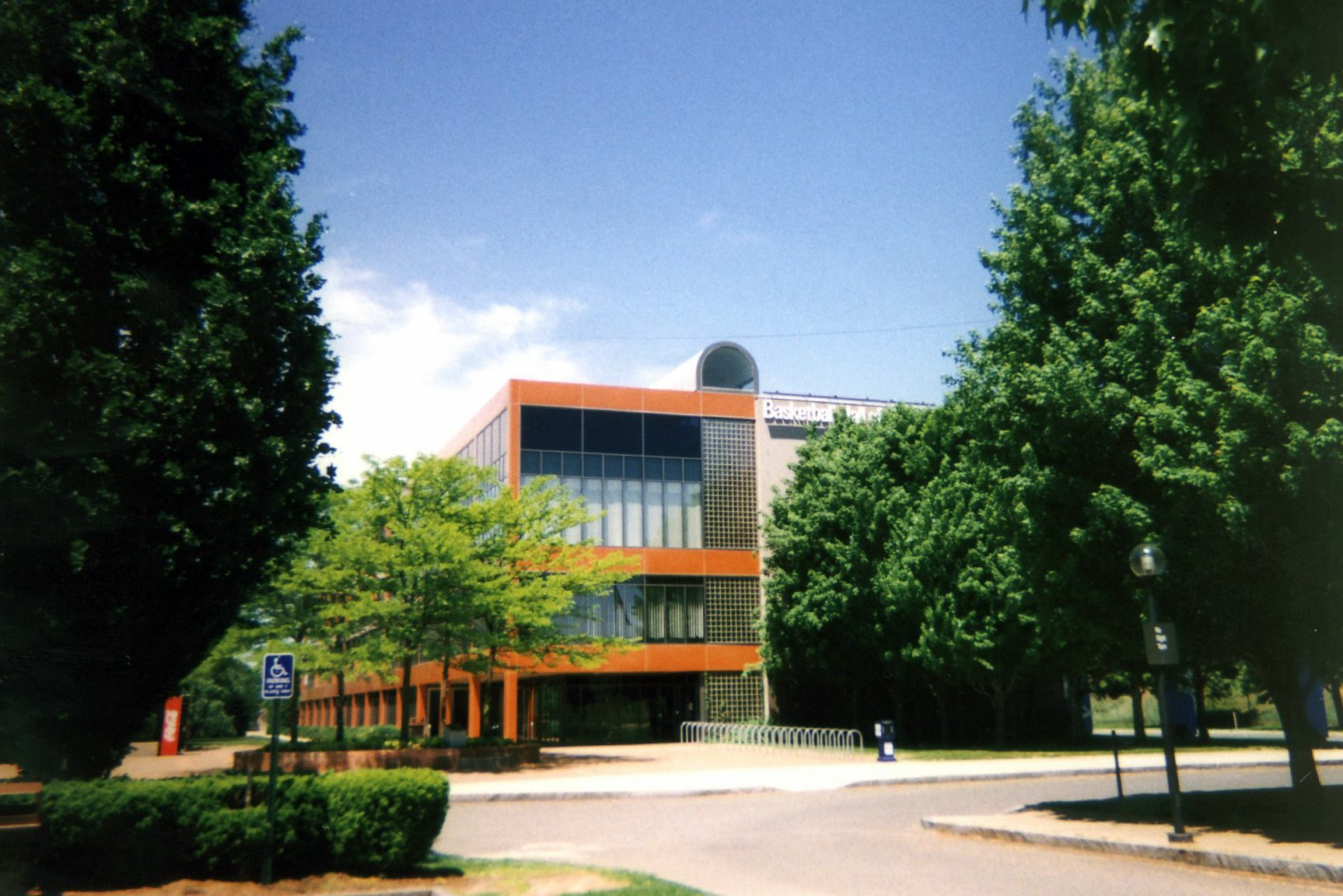
Le Basketball Hall of Fame est le Panthéon du basketball NBA et mondial. Il est situé à Springfield dans le Massachusetts où la discipline fut inventée et en hommage à son inventeur James Naismith.

  - 73-9 par les Warriors de Golden State lors de la saison 2015-2016 (89,0 % de victoires).
  - 72-10 par les Bulls de Chicago lors de la saison 1995-1996 (87,8% de victoires).
  - 69-13 par les Lakers de Los Angeles lors de la saison 1971-1972 (84,1% de victoires).
  - 69-13 par les Bulls de Chicago lors de la saison 1996-1997 (84,1% de victoires).
  - 68-13 par les 76ers de Philadelphie lors de la saison 1966-1967 (84% de victoires).

- Moins bon bilan
  - Sur 66 matchs : 7-59 par les Bobcats de Charlotte lors de la saison 2011-2012 (10,6 % de victoires).
  - Sur 82 matchs :
  - 9-73 par les 76ers de Philadelphie lors de la saison 1972-1973 (11,0 % de victoires).
  - 10-72 par les 76ers de Philadelphie lors de la saison 2015-2016 (12,2 % de victoires).
  - 11-71 par les Nuggets de Denver lors de la saison 1997-1998 (13,4 % de victoires).

- Meilleur bilan à domicile
  - 40-1 par les Celtics de Boston lors de la saison 1985-1986[127].
  - 40-1 par les Spurs de San Antonio lors de la saison 2015-2016[127].

- Moins bon bilan à domicile
  - 3-21 par les Steamrollers de Providence lors de la saison 1947-1948.

- Meilleur bilan à l'extérieur
  - 31-7 par les Lakers de Los Angeles lors de la saison 1971-1972.

- Meilleur bilan à l'extérieur (41 matchs)
  - 34-7 par les Golden State Warriors lors de la saison 2015-2016

- Moins bon bilan à l'extérieur
  - 0-20 par les Bullets de Baltimore lors de la saison 1953-1954.

- Plus longue série de victoires
  - 33 par les Lakers de Los Angeles du 5 novembre 1971 au 7 janvier 1972.

- Plus longue série de défaites
  - 28 par les Pistons de Détroit du 30 octobre au 30 décembre 2023.

- Plus longue série de victoires à domicile
  - 54 par les Warriors de Golden State dans leur salle de l'Oracle Arena. Record étalé sur deux saisons régulières du 31 janvier 2015 au 2 avril 2016[128].

- Plus longue série de victoires à l'extérieur
  - 16 par les Lakers de Los Angeles du 6 novembre 1971 au 7 janvier 1972.

- Moins bon début de saison (41 matchs)
  - 2-39 par les Mavericks de Dallas lors de la saison 1993-1994.

- Meilleurs temps de passage (en fonction du nombre de défaites)
  - 0 : 24-0 par les Warriors de Golden State lors de la saison 2015-2016
  - 1 : 29-1 par les Warriors de Golden State lors de la saison 2015-2016
  - 2 : 36-2 par les Warriors de Golden State lors de la saison 2015-2016
  - 3 : 41-3 par les Bulls de Chicago lors de la saison 1995-1996
  - 4 : 48-4 par les Warriors de Golden State lors de la saison 2015-2016
  - 5 : 55-5 par les Warriors de Golden State lors de la saison 2015-2016
  - 6 : 62-6 par les Warriors de Golden State lors de la saison 2015-2016
  - 7 : 68-7 par les Warriors de Golden State lors de la saison 2015-2016
  - 8 : 69-8 par les Warriors de Golden State lors de la saison 2015-2016
  - 9 : 73-9 par les Warriors de Golden State lors de la saison 2015-2016
  - 10 : 72-10 par les Bulls de Chicago lors de la saison 1995-1996

- Plus mauvais début de saison sans victoire
  - 0-18 par les Nets du New Jersey lors de la saison 2009-2010 (du 28 octobre au 5 décembre 2009).
  - 0-18 par les 76ers de Philadelphie lors de saison 2015-2016 (du 28 octobre au 1er décembre 2015).

- Meilleure fin de saison (41 matchs)
  - 36-5 par le Jazz de l'Utah lors de la saison 1996-1997.

- Plus mauvaise fin de saison (41 matchs)
- 4-37 par les Rockets de San Diego lors de la saison 1967-1968.

- Plus grande différence de points par match
  - 12,3 par les Lakers de Los Angeles lors de la saison 1971-1972.

- Plus grande différence de points par victoire
  - 17,5 par les Bucks de Milwaukee lors de la saison 1970-1971.

- Meilleure moyenne de points par match
  - 126,5 par les Nuggets de Denver lors de la saison 1981-1982.

- Plus mauvaise moyenne de points par match
  - 81,9 par les Bulls de Chicago lors de la saison 1998-1999.

- Plus grand nombre de matchs consécutifs à au moins 100 points
  - 136 par les Nuggets de Denver du 31 janvier 1981 au 8 décembre 1982.

- Plus grand nombre de matchs consécutifs en dessous de 100 points
  - 37 par les Warriors de Golden State du 11 janvier au 30 mars 2008.

- Meilleure moyenne d'interceptions
  - 12,9 par les Suns de Phoenix lors de la saison 1977-1978.

- Plus mauvaise moyenne d'interceptions
  - 5,94 par les Pistons de Détroit lors de la saison 1990-1991.

- Mois invaincus (12 matchs minimum)
  - 12-0 par les Capitols de Washington en novembre 1948.
  - 15-0 par les Celtics de Boston en décembre 1959.
  - 14-0 par les Lakers de Los Angeles en novembre 1971.
  - 16-0 par les Lakers de Los Angeles en décembre 1971.
  - 12-0 par les Lakers de Los Angeles en novembre 1972.
  - 13-0 par les Bucks de Milwaukee en mars 1973.
  - 14-0 par les Suns de Phoenix en décembre 1992.
  - 14-0 par les Rockets de Houston en novembre 1993.
  - 14-0 par les Knicks de New York en mars 1994.
  - 14-0 par les Bulls de Chicago en janvier 1996.
  - 16-0 par les Spurs de San Antonio en mars 1996.
  - 13-0 par les Rockets de Houston en février 2008.
  - 16-0 par les Clippers de Los Angeles en décembre 2012.
  - 16-0 par les Spurs de San Antonio en mars 2014.
  - 17-0 par les Hawks d'Atlanta en janvier 2015.
  - 16-0 par les Warriors de Golden State en novembre 2015
  - 12-0 par les Rockets de Houston en février 2018
  - 16-0 par les Suns de Phoenix en novembre 2021

- Deux mois invaincus (24 matchs minimum)
  - 30-0 par les Lakers de Los Angeles en novembre et décembre 1971.

- Meilleur bilan sans qualification aux playoffs
  - 48-34 (58,5 %) par les Warriors de Golden State lors de la saison 2007-2008.
  - 48-34 (58,5 %) par les Suns de Phoenix lors de la saison 2013-2014.

- Moins bon bilan avec une qualification aux playoffs
  - 16-54 (22,9 %) par les Bullets de Baltimore lors de la saison 1952-1953.

- Les seules équipes huitièmes de conférence à l'issue de la saison régulière à passer le 1er tour des playoffs
  - Les Nuggets de Denver ont éliminé les SuperSonics de Seattle 3-2 au premier tour des playoffs 1994.
  - Les Knicks de New York ont éliminé le Heat de Miami 3-2 au premier tour des playoffs 1999 (saison écourtée par un lock-out). Les Knicks sont également les premiers huitièmes de saison à accéder à la Finale NBA, perdue face aux Spurs de San Antonio.
  - Les Warriors de Golden State ont éliminé les Mavericks de Dallas 4-2 au premier tour des playoffs 2007.
  - Les Grizzlies de Memphis ont éliminé les Spurs de San Antonio 4-2 au premier tour des playoffs 2011.
  - Les 76ers de Philadelphie ont éliminé les Bulls de Chicago 4-2 au premier tour des playoffs 2012[129].
  - Le Heat de Miami a éliminé les Bucks de Milwaukee 4-1 au premier tour des playoffs 2023. Le Heat est la deuxième franchise huitième de saison à accéder à la Finale NBA, perdue face aux Nuggets de Denver.

- Plus grand nombre de joueurs utilisés par une équipe en une saison
  - 33 par les Memphis Grizzlies lors de la saison 2023-2024[130].

### Record de franchise
- Plus grand nombre de victoires sur une période
  - 2 saisons : 141 victoires contre 23 défaites pour les Bulls de Chicago de la saison 1995-1996 à la saison 1996-1997.
  - 3 saisons : 207 victoires contre 39 défaites pour les Warriors de Golden State de la saison 2014-2015 à la saison 2016-2017.
  - 4 saisons : 258 victoires contre 70 défaites pour les Warriors de Golden State de la saison 2013-2014 à la saison 2016-2017.
  - 5 saisons : 316 victoires contre 94 défaites pour les Warriors de Golden State de la saison 2013-2014 à la saison 2017-2018.
  - 10 saisons : 574 victoires contre 205 défaites pour les  Spurs de San Antonio  de la saison 2007-2008 à la saison 2016-2017.

- Plus grand nombre de victoires à domicile sur une période
  - 2 saisons : 79 victoires et 3 défaites pour les Celtics de Boston de la saison 1985-1986 à la saison 1986-1987.
  - 3 saisons : 115 victoires et 8 défaites pour les Celtics de Boston de la saison 1984-1985 à la saison 1986-1987 ; ainsi que 115 victoires et 8 défaites pour les Bulls de Chicago de la saison 1995-1996 à la saison 1997-1998.

- Plus grand nombre de victoires à l'extérieur sur une période
  - 2 saisons : 63 victoires et 19 défaites pour les Bulls de Chicago de la saison 1995-1996 à la saison 1996-1997.
  - 3 saisons : 88 victoires et 35 défaites pour les Bulls de Chicago de la saison 1995-1996 à la saison 1997-1998.

- Meilleur pourcentage de victoires
  - 61,3 % pour les Lakers de Los Angeles avec 2848 gagnés contre 1799 perdus[Quand ?].

- Plus faible pourcentage de victoires (au minimum sur 250 matchs)
  - 33,4 % pour les Grizzlies de Memphis avec 318 matchs gagnés contre 634 perdus[Quand ?].

En cours : 31,3 % pour les Hornets de Charlotte après 246 matchs disputés avec 77 matchs gagnés contre 169 perdus[Quand ?].
- Plus grand nombre de victoires à domicile (au minimum sur 500 matchs)
  - 307 matchs gagnés contre 210 perdus pour les Bulls de Chicago au United Center[réf. souhaitée].

- Plus grand nombre de saisons consécutives à 50 victoires et plus
  - 18 pour les Spurs de San Antonio (1999-2000 / 2016-2017)[131]

### En Playoffs
- Plus grand nombre de paniers à trois points réussis en un match
  - 25 par les Cavaliers de Cleveland face aux Hawks d'Atlanta le 5 mai 2016[132]

- Plus grand nombre de présences en playoffs sans jouer la finale
  - 18 fois par les Los Angeles Clippers.

- Plus grand nombre de présences en playoffs sans remporter le titre
  - 33 fois par les Suns de Phoenix.

- Plus grand nombre de présences consécutives en playoffs
  - 22 fois par les 76ers de Philadelphie (anciennement Nationals de Syracuse) de la saison 1949-1950 à la saison 1970-1971.

- Plus grand nombre d'« absences » en playoffs (au minimum sur 5 saisons)
  - 3 apparitions en playoffs seulement pour les Grizzlies de Memphis.

- Plus grand nombre de saisons sans présence en playoffs
  - 30 saisons pour les Clippers de Los Angeles.

- Plus grand nombre de saisons consécutives sans présence en playoffs
  - 16 fois pour les Kings de Sacramento de la saison 2006-2007 à la saison 2021-2022.

- Plus grand nombre de victoires à domicile
  - 39 matchs gagnés contre 7 perdus pour les Bulls de Chicago au United Center.

- La plus longue série de victoires en playoffs
  - 15 par les Warriors de Golden State en 2017.

### En Finales NBA

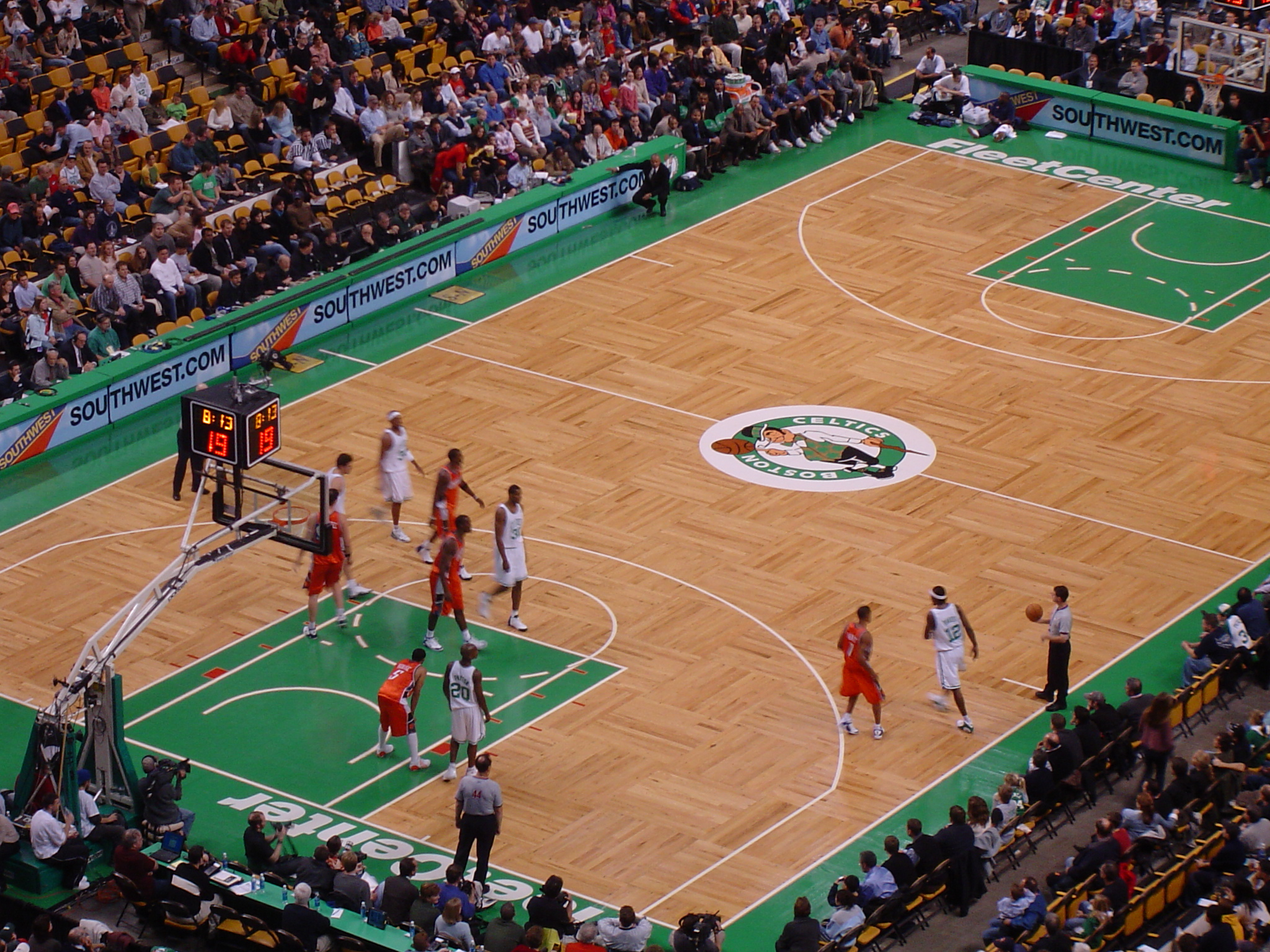
Le parquet du TD Banknorth Garden, théâtre des exploits des Celtics de Boston couronnés à 17 reprises champions NBA, dont 8 consécutivement.

- Plus grand nombre de finales NBA remportées
  - 18 fois par les Celtics de Boston.

- Record de finales NBA disputées
  - 32 fois par les Lakers de Los Angeles.

- Record de finales jouées sans titre NBA
  - 3 fois par les Suns de Phoenix en 1975-1976, 1992-1993 et 2020-2021.

- Plus grand écart lors d'un match
  - 42 par les Bulls de Chicago contre le Jazz de l'Utah le 7 juin 1998.

- Plus petit score dans un match
  - 54 par le Jazz de l'Utah face aux Bulls de Chicago le 7 juin 1998.

- Plus de points marqués dans un match
  - 141 par les Lakers de Los Angeles contre les Celtics de Boston le 4 juin 1987[133].

## Records auNBA All-Star Game
- Plus grand nombre de titres de Trophée Kobe Bryant de meilleur joueur du NBA All-Star Game
  - 4 par Bob Pettit en 1956, 1958, 1959 (co-MVP, bien que son équipe ait été battue) et 1962.
  - 4 par Kobe Bryant en 2002, 2007, 2009 (co-MVP) et 2011.

- suivis de :
  - 3 par Oscar Robertson en 1961, 1964 et 1969.
  - 3 par Michael Jordan en 1988, 1996 et 1998.
  - 3 par Shaquille O'Neal en 2000 (co-MVP), 2004 et 2009 (co-MVP).

- Plus grand nombre de titres au concours du Skills Challenge
  - 2 par Dwyane Wade en 2006 et 2007.
  - 2 par Steve Nash en 2005 et 2010.

- Plus grand nombre de titres au concours du Slam Dunk Contest
  - 3 par Nate Robinson en 2006, 2009 et 2010.
  - 3 par Mac McClung en 2023, 2024 et 2025.

- Plus grand nombre de titres consécutifs au concours du Slam Dunk Contest
  - 3 par Mac McClung de 2023 à 2025.
- Plus grand nombre de titres au concours du Three-point Shootout
  - 3 par Larry Bird en 1986, 1987 et 1988.
  - 3 par Craig Hodges 1990, 1991 et 1992.

- Seuls joueurs à avoir réussi un triple-double
  - Michael Jordan au All-Star Game 1997 avec 14 points, 11 rebonds et 11 passes décisives.
  - LeBron James au All-Star Game 2011 avec 29 points, 12 rebonds et 10 passes décisives.
  - Dwyane Wade au All-Star Game 2012 avec 24 points, 10 rebonds et 10 passes décisives.

### Points marqués
- Plus grand nombre de points marqués en carrière
  - 434 points par LeBron James en carrière (en cours).
- Meilleure moyenne de points marqués en moyenne par match
  - 25,1 par Giánnis Antetokoúnmpo en carrière en cours avec 176 points en 7 participations[134] (au moins 5 participations).

- Plus grand nombre de points marqués sur un match
  - 55 par Jayson Tatum au All-Star Game 2023[135].

- Plus grand nombre de points marqués en une mi-temps
  - 40 par Karl-Anthony Towns au All-Star Game 2024.

- Plus grand nombre de points marqués en un quart-temps
  - 31 par Karl-Anthony Towns au All-Star Game 2024.

### Temps de jeu
- Plus grand nombre de minutes jouées en carrière
  - 536 par LeBron James.

- Plus grand nombre de minutes jouées dans un match
  - 42 par Oscar Robertson, Bill Russell, Jerry West, Nate Thurmond[136].

- Meilleure moyenne de minutes jouées par match
  - 33,0 par Bob Pettit et George Mikan[134].

### Rebonds
- Plus grand nombre de rebonds effectués en carrière
  - 197 par Wilt Chamberlain[134].

- Plus grand nombre de rebonds dans un match
  - 27 par Bob Pettit[136].

- Meilleure moyenne de rebonds par match
  - 16,2 par Bob Pettit[134].

- Plus grand nombre de rebonds offensifs en un match
  - 10 par Kobe Bryant[136].

- Plus grand nombre de rebonds défensifs en un match
  - 19 par Dikembe Mutombo[136].

- Plus grand nombre de rebonds effectués en une mi-temps
  - 16 par Bob Pettit.
  - 16 par Wilt Chamberlain.

- Plus grand nombre de rebonds effectués en un quart-temps
  - 10 par Bob Pettit.

### Passes
- Plus grand nombre de passes décisives en carrière
  - 128 par Chris Paul.

- Plus grand nombre de passes décisives dans un match
  - 22 par Magic Johnson[136].

- Meilleure moyenne de passes décisives par match
  - 12,50 par Chris Paul en carrière en cours avec 75 passes en 6 participations[134].

- Plus grand nombre de passes décisives en une mi-temps
  - 13 par Magic Johnson.

- Plus grand nombre de passes décisives en un quart-temps
  - 9 par John Stockton.

### Paniers à deux points
- Plus grand nombre de paniers à deux points réussis en carrière
  - 115 par Kobe Bryant.

- Nombre de paniers à deux points réussis en moyenne par match
  - 10,2 par LeBron James en carrière en cours avec 102 paniers réussis en 10 participations.

- Plus grand nombre de paniers à deux points réussis sur un match
  - 19 par Blake Griffin[136].

- Plus grand nombre de paniers à deux points réussis en une mi-temps
  - 10 par Wilt Chamberlain et Blake Griffin.

- Plus grand nombre de paniers à deux points réussis en un quart-temps
  - 9 par Blake Griffin.

- Plus grand nombre de paniers à deux points tentés en carrière
  - 233 par Michael Jordan[134].

- Nombre de paniers à deux points tentés en moyenne par match
  - 19,56 par LeBron James en carrière en cours avec 176 tirs tentés en 9 participations.

- Plus grand nombre de paniers à deux points tentés en un match
  - 27 par Rick Barry, Michael Jordan et Kevin Durant[136].

- Plus grand nombre de paniers à deux points tentés en une mi-temps
  - 17 par Glen Rice.

- Plus grand nombre de paniers à deux points tentés en un quart-temps
  - 12 par Bill Sharman.

### Lancers francs
(septembre 2016).
Améliorez-le ou discutez des points à vérifier. 
- Meilleur pourcentage de réussite aux lancers francs en carrière
  - 100 % par Archie Clark (11/11).
  - 100 % par Clyde Drexler (12/12).
  - 100 % par Gary Payton (11/11).

- Plus grand nombre de lancers francs réussis en carrière
  - 78 par Elgin Baylor[134].

- Nombre de lancers francs réussis en moyenne par match
  - 7,1 par Elgin Baylor[134].

- Plus grand nombre de lancers francs réussis en un match
  - 12 par Elgin Baylor et Oscar Robertson[136].

- Plus grand nombre de lancers francs réussis en une mi-temps
  - 10 par Zelmo Beaty.

- Plus grand nombre de lancers francs réussis en un quart-temps
  - 9 par Zelmo Beaty.
  - 9 par Julius Erving.

- Plus grand nombre de lancers francs tentés en carrière
  - 98 par Elgin Baylor et par Oscar Robertson[134].

- Nombre de lancers francs tentés en moyenne par match
  - 8,9 par Elgin Baylor.

- Plus grand nombre de lancers francs tentés dans un match
  - 16 par Wilt Chamberlain[136].

- Plus grand nombre de lancers francs tentés dans une mi-temps
  - 12 par Zelmo Beaty.

- Plus grand nombre de lancers francs tentés dans un quart-temps
  - 11 par Julius Erving.

### Paniers à trois points

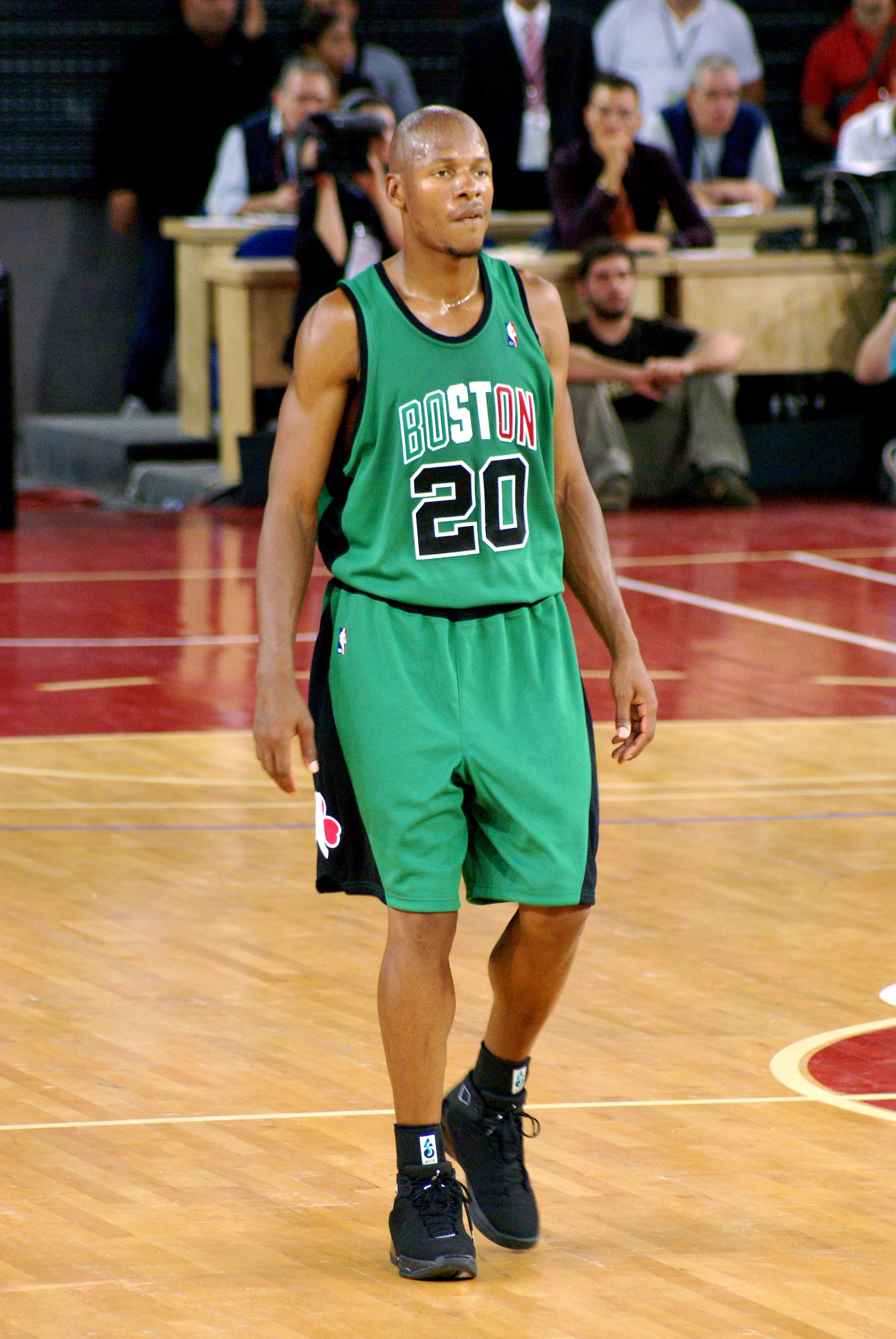
Ray Allen est à l'heure actuelle le joueur qui a inscrit le plus de trois points dans un match des Finales NBA.

- Plus grand nombre de tirs à trois points marqués sur une carrière
  - 51 par Stephen Curry.

- Nombre de tirs à trois points marqués en moyenne par match
  - 2,3 par LeBron James en carrière en cours avec 23 tirs réussis en 10 participations.

- Plus grand nombre de tirs à trois points marqués sur un match
  - 16 par Stephen Curry, 2022[137]

- Plus grand nombre de tirs à trois points marqués en une mi-temps
  - 9 par Jayson Tatum.

- Plus grand nombre de tirs à trois points tentés en carrière
  - 133 par Lebron James.

- Nombre de tirs à trois points tentés en moyenne par match
  - 7,1 par Ray Allen.

- Plus grand nombre de tirs à trois points tentés sur un match
  - 27 par Stephen Curry[136].

- Plus grand nombre de tirs à trois points tentés en une mi-temps
  - 15 par Stephen Curry.

### Interceptions
- Plus grand nombre d'interceptions en carrière
  - 37 par Michael Jordan et Kobe Bryant[134].

- Moyenne d'interceptions en moyenne par match
  - 3,33 par Chris Paul en carrière en cours avec 20 interceptions en 6 participations.

- Plus grand nombre d'interceptions sur un match
  - 8 par Rick Barry[136].

- Plus grand nombre d'interceptions en une mi-temps
  - 5 par Larry Bird.

- Plus grand nombre d'interceptions en un quart-temps
  - 4 par Fred Brown.
  - 4 par Larry Bird.
  - 4 par Isiah Thomas.

### Contres
- Plus grand nombre de contres en carrière
  - 31 par Kareem Abdul-Jabbar[134].

- Moyenne de contres par match en carrière
  - 1,92 par Hakeem Olajuwon.

- Plus grand nombre de contres en un match
  - 6 par Kareem Abdul-Jabbar[136].

- Plus grand nombre de contres en une mi-temps
  - 4 par Kareem Abdul-Jabbar.
  - 4 par Michael Jordan.
  - 4 par Hakeem Olajuwon.

- Plus grand nombre de contres en un quart-temps
  - 4 par Kareem Abdul-Jabbar.

## Autres records
- Les seuls joueurs de l'histoire à avoir remporté deux three-peats sans jamais perdre une finale NBA disputée (6) 100 % de victoire

- - Michael Jordan et  Scottie Pippen en 1991-1992-1993 et 1996-1997-1998.

- Le seul joueur à avoir remporté un titre à chaque échelon de sa carrière
  - Magic Johnson, High school en 1977, NCAA en 1979, NBA en 1980, 1982, 1985, 1987 et 1988 et Olympique en 1992.

- Les seuls joueurs à avoir remporté un titre olympique, un titre NCAA et un titre NBA dans leur carrière
  - Clyde Lovellette, Olympique en 1952, NCAA en 1952 et NBA en 1953, 1963 et 1964.
  - Bill Russell, Olympique en 1956, NCAA en 1955 et 1956 et NBA en 1957, de 1959 à 1966 et en 1968 et 1969.
  - K.C. Jones, Olympique en 1956, NCAA en 1955 et 1956 et NBA de 1959 à 1966.
  - Jerry Lucas, Olympique en 1960, NCAA en 1960 et NBA en 1973.
  - Quinn Buckner, Olympique en 1976, NCAA en 1976 et NBA en 1984.
  - Michael Jordan, Olympique en 1984 et 1992, NCAA en 1982 et NBA de 1991 à 1993 et de 1996 à 1998.
  - Magic Johnson, Olympique en 1992, NCAA en 1979, NBA en 1980, 1982, 1985, 1987 et 1988.

- Les seuls joueurs à avoir remporté un titre olympique, un titre européen et un titre NBA
  - Bill Bradley olympique en 1964, européen en 1966 et NBA en 1970 et 1973.
  - Manu Ginóbili olympique en 2004, européen en 2001 et NBA en 2003, 2005, 2007 et 2014.

- Les seuls joueurs NBA à avoir remporté un titre FIBA et NBA la même année
  - Michael Jordan en 1992.
  - Scottie Pippen en 1992 et 1996.
  - Lamar Odom en 2010
  - LeBron James en 2012.
  - Kyrie Irving en 2016
  - Marc Gasol en 2019.

- Le seul joueur à avoir remporté les titres de NBA Rookie of the Year, NBA All-Star Game Most Valuable Player, NBA Most Valuable Player, NBA Defensive Player of the Year et NBA Finals Most Valuable Player Award dans sa carrière
  - Michael Jordan.

- La seule personnalité de l'histoire de la NBA à avoir remporté les titres de NBA Rookie of the Year, NBA All-Star Game Most Valuable Player, NBA Most Valuable Player, NBA Finals Most Valuable Player Award, NBA Coach of the Year et NBA Executive of the Year dans sa carrière
  - Larry Bird.

- Seuls joueurs NBA à avoir remporté le titre de NBA Most Valuable Player et celui de NBA Defensive Player of the Year lors de la même saison
  - Michael Jordan en 1988.
  - Hakeem Olajuwon en 1994.
  - Giannis Antetokounmpo en 2020.
- Le seul joueur à avoir remporté le titre de NBA Defensive Player of the Year et celui de NBA Most Improved Player lors de la même saison
  - Alvin Robertson en 1985-1986.

- Le seul joueur à avoir remporté le titre de NBA Sixth Man of the Year Award et celui de NBA Most Improved Player lors de la même saison
  - Darrell Armstrong en 1998-1999.

- Les seuls joueurs à avoir remporté les titres de NBA Rookie of the Year et NBA Most Valuable Player lors de la même saison
  - Wilt Chamberlain en 1959-1960.
  - Wes Unseld en 1968-1969.

- Le seul joueur à avoir remporté le titre de NBA Finals Most Valuable Player Award lors de sa saison de Rookie
  - Magic Johnson en 1980.

- Les seuls joueurs à avoir remporté les titres de NBA Rookie of the Year et NBA All-Star Game Most Valuable Player lors de la même saison
  - Elgin Baylor en 1959.
  - Wilt Chamberlain en 1960.
  - Oscar Robertson en 1961.

- Le seul joueur à avoir remporté le titre de NBA Defensive Player of the Year trois fois consécutivement
  - Dwight Howard en 2009, 2010 et 2011.

- Les seuls joueurs à avoir été meilleur marqueur, meilleur contreur et meilleur rebondeur lors de leur carrière
  - Kareem Abdul-Jabbar.
  - David Robinson.

- Le seul joueur qui fut meilleur marqueur et meilleur passeur de la ligue lors de la même saison
  - Nate Archibald a réussi une moyenne par match de 34,0 points (meilleur marqueur) et de 11,4 passes décisives (meilleur passeur) pendant la saison 1972-1973.

- Les seuls joueurs à avoir été meilleur marqueur et meilleur intercepteur lors de la même saison
  - Michael Jordan en 1988, 1990 et 1993.
  - Allen Iverson en 2001 et 2002
  - Stephen Curry en 2016

- Les seuls joueurs à avoir été meilleur passeur et meilleur intercepteur lors de la même saison
  - Slick Watts en 1976.
  - Don Buse en 1977.
  - Micheal Ray Richardson en 1980.
  - John Stockton en 1989 et 1992.
  - Chris Paul en 2008, 2009 et 2014.

- Les seuls joueurs à avoir été meilleur contreur et meilleur rebondeur lors de la même saison
  - Kareem Abdul-Jabbar en 1976.
  - Bill Walton en 1977.
  - Hakeem Olajuwon en 1990.
  - Ben Wallace en 2002.
  - Dwight Howard en 2009 et 2010.

- Les seuls joueurs à avoir été leaders de leur équipe aux points, rebonds, passes, contres et interceptions lors de la même saison
  - Dave Cowens en 1978.
  - Scottie Pippen en 1995.
  - Kevin Garnett en 2003.
  - LeBron James en 2009.
  - Giánnis Antetokoúnmpo en 2017[138]

- Record du nombre de titres NBA remportés
  - 11 fois par Bill Russell.

- Record de pourcentage dans une finale NBA gagnée (minimum 8 tirs)
  - 100 % par K.C. Jones (8 sur 8).
  - 100 % par Tom Sanders (8 sur 8).
  - 100 % par John Havlicek (8 sur 8).

- Record de points consécutifs dans un match de saison (record non homologué par la NBA)
  - 26 par Carmelo Anthony (Nuggets de Denver) contre les Timberwolves du Minnesota le 10 décembre 2008.

- Plus grande affluence lors d'un match
  - 62 046 personnes étaient venues voir les Bulls de Chicago de Michael Jordan pour un des derniers match de la saison le 27 mars 1998.
  - 108 713 le 14 février 2010 lors du NBA All-Star Game 2010 au Cowboys Stadium à Arlington, Texas.

- Le seul joueur à avoir réalisé deux statistiques au-dessus de 40 dans un match NBA
  - Wilt Chamberlain a réussi cette performance huit fois:
  - 41 points, 40 rebonds contre les Nationals de Syracuse le 4 novembre 1959.
  - 44 points, 42 rebonds contre les Celtics de Boston le 15 janvier 1960.
  - 58 points, 42 rebonds contre les Pistons de Détroit le 25 janvier 1960.
  - 44 points, 45 rebonds contre les Nationals de Syracuse le 6 février 1960.
  - 56 points, 45 rebonds contre les Lakers de Los Angeles le 21 janvier 1961.
  - 78 points, 43 rebonds contre les Lakers de Los Angeles le 8 décembre 1961.
  - 50 points, 41 rebonds contre les Pistons de Détroit le 26 octobre 1962.
  - 50 points, 40 rebonds contre les Pistons de Détroit le 22 novembre 1964.

- Record de saisons à plus de 30 points de moyenne
  - 8 fois par Michael Jordan.

- Record de saisons consécutives à plus de 30 points de moyenne par match
  - 7 fois par Wilt Chamberlain et Michael Jordan.

- Record de matchs consécutifs à 25 points ou plus sur une saison depuis l'instauration de l'horloge des 24 secondes
  - 41 fois par Kevin Durant (série en cours, au 07/04/2014[réf. nécessaire]). Il dépasse Michael Jordan avec 40 matchs en 1986-1987.

- Le seul joueur à avoir inscrit plus de 50 points et plus de 40 points en moyenne par match
  - Wilt Chamberlain (50,4 pts et 44,8 pts).

- Seul joueur à avoir réalisé plus de 30 points et 20 rebonds de moyenne
  - Wilt Chamberlain durant 7 saisons consécutives.

- Record de saisons consécutives à plus de 20 points et plus de 10 rebonds de moyenne par match
  - 13 fois par Shaquille O'Neal.

- Record de saisons à plus de 20 rebonds de moyenne par match
  - 10 fois par Bill Russell.
  - 10 fois par Wilt Chamberlain.

- Record de saisons consécutives à plus de 20 rebonds de moyenne par match
  - 10 fois par Bill Russell.
  - 10 fois par Wilt Chamberlain.

- Record de saisons avec un double-double de moyenne
  - 15 fois par Charles Barkley.

- Seul joueur à avoir été meilleur rebondeur et meilleur contreur deux années consécutives
  - Dwight Howard lors des saisons 2008-2009 et 2009-2010.

- Seul joueur à avoir été meilleur rebondeur, contreur et joueur le plus adroit aux tirs lors d'une même saison
  - Dwight Howard lors de la saison 2009-2010.

- Les seuls joueurs NBA à avoir réalisé 200 interceptions et 100 contres en saison régulière
  - Michael Jordan lors de la saison 1987-1988 et 1988-1989.
  - Hakeem Olajuwon lors de la saison 1988-1989.
  - Scottie Pippen lors de la saison 1989-1990.

- Les seuls joueurs à avoir inscrit plus de 2 000 points durant au moins 7 saisons
  - Wilt Chamberlain l'a réalisé 7 fois consécutivement.
  - Oscar Robertson l'a réalisé 7 fois consécutivement.
  - Alex English l'a réalisé 8 fois consécutivement.
  - Dominique Wilkins l'a réalisé 8 fois au total dont 7 fois consécutivement.
  - Michael Jordan l'a réalisé 11 fois dont 7 fois consécutivement.
  - Karl Malone l'a réalisé 12 fois dont 11 fois consécutivement.
  - LeBron James l'a réalisé 10 fois dont 7 fois consécutivement (il réalise une série de 9 fois en 10 ans, mais la saison 2011-2012 est raccourcie à 66 matchs au lieu de 82 pour cause de lock-out).
  - Kareem Abdul-Jabbar l'a réalisé 9 fois au total mais 5 fois consécutivement au maximum.
  - Kobe Bryant l'a réalisé 8 fois mais seulement 4 fois consécutivement.
  - Julius Erving l'a réalisé 7 fois mais 5 fois du temps de la ABA et 2 de la NBA et pas consécutivement.

- Les seuls joueurs NBA à avoir réalisé plus de 2250 points, 650 rebonds et 550 passes décisives sur une saison-régulière
  - Oscar Robertson l'a réalisé quatre fois.
  - John Havlicek en 1970-1971 et 1971-1972.
  - Michael Jordan en 1988-1989.
  - Russell Westbrook en 2016-2017.
  - James Harden en 2016-2017.
  - LeBron James en 2017-2018.

- Les seuls joueurs NBA à avoir réalisé au moins 24 points, 8 passes décisives et 4 rebonds de moyenne sur une saison
  - Wilt Chamberlain en 1967-1968.
  - Oscar Robertson l'a réalisé dix fois.
  - Jerry West en 1970-1971 et 1971-1972.
  - Michael Jordan en 1988-1989.
  - Gary Payton en 1999-2000.
  - LeBron James en 2009-2010, 2016-2017 et 2017-2018.
  - Russell Westbrook en 2014-2015, 2016-2017 et 2017-2018.
  - Stephen Curry en 2013-2014.
  - James Harden en 2016-2017 et 2017-2018.

- Les seuls joueurs NBA à avoir réalisé plus de 2 000 points, 300 rebonds et 600 passes décisives sur une saison
  - Oscar Robertson l'a réalisé dix fois.
  - John Havlicek en 1970-1971 et 1971-1972.
  - Michael Jordan en 1988-1989.
  - LeBron James en 2009-2010, 2016-2017 et 2017-2018.
  - Derrick Rose en 2010-2011.
  - Russell Westbrook en 2016-2017 et 2017-2018.
  - James Harden en 2015-2016, 2016-2017 et 2017-2018.

- Le record de moyenne de passes décisives sur une saison régulière pour un ailier
  - LeBron James à 9,1 passes décisives de moyenne en 2017-2018.

- Record de contres en carrière pour un arrière (guard)
  - Michael Jordan avec 893 contres.

- Record de contres sur une saison pour un arrière (guard)
  - Michael Jordan avec 131 contres lors de la saison NBA 1987-1988.

- Plus grand nombre de matchs consécutifs en ayant inscrit au moins un tir à 3 points
  - 156 par Stephen Curry battant les 128 matchs consécutifs  de Rudy Fernández.

- Meilleur scoreur de son équipe sans réussir un seul panier
  - Richard Hamilton (Pistons de Détroit) avec 14 points inscrits à 14/14 aux lancers francs et 0/10 aux tirs le 6 janvier 2005.

- Plus grand nombre de game winners en un mois
  - 3 par Michael Jordan entre le 7 et le 27 mai 1989.
  - 3 par Kobe Bryant lors du mois de décembre 2009.

- Moins de temps sur le parquet avant expulsion
  - 85 secondes par Rasheed Wallace le 02 décembre 2012 contre les Suns de Phoenix (double faute technique).
  - 3 minutes par Bubba Wells (Mavericks de Dallas) le 29 décembre 2007 contre les Bulls de Chicago (6 fautes).

- Plus de temps sur les parquets sans réaliser une seule passe décisive
  - 656 minutes par Yinka Dare en 58 matches lors de la saison 1995-1996 et 72 balles perdues.

- Moins de passes décisives en carrière 
  - 4 par Yinka Dare en 110 matches NBA et 96 balles perdues.

## Trophées

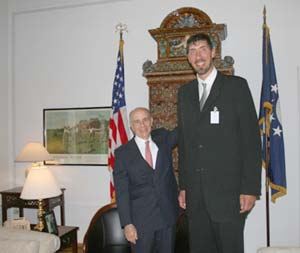
Gheorghe Mureșan en 2006 à l'ambassade américaine de Bucarest. Avec ses 2.31 mètres, il est encore à l'heure actuelle le plus grand basketteur à avoir évolué en NBA.

- Titres de MVP de la saison régulière
  - 6 fois remporté par Kareem Abdul-Jabbar.

- Titres de MVP des finales NBA
  - 6 fois remporté par Michael Jordan.

- Nommé dans la All-NBA Team
  - 16 fois pour LeBron James.

- Nommé dans la All-NBA First Team
  - 12 fois pour LeBron James[139].

- Nommé dans la All-NBA First Team consécutivement et unanimement au moins 4 fois
  - 2019, 2020, 2021 et 2022 par Giánnis Antetokoúnmpo[140].

- Nommé dans la NBA All-Defensive Team *
  - 15 fois pour Tim Duncan.

- Nommé dans la NBA All-Defensive First Team *
  - 9 fois pour Michael Jordan.
  - 9 fois pour Gary Payton.
  - 9 fois pour Kobe Bryant.
  - 9 fois pour Kevin Garnett.

- Titres de meilleur défenseur de la saison **
  - 4 fois remporté par Dikembe Mutombo.
  - 4 fois remporté par Ben Wallace.
  - 4 fois remporté par Rudy Gobert.

- Titres de meilleur « 6e homme »
  - 3 fois remporté par Jamal Crawford.
  - 3 fois remporté par Lou Williams.

* Ce trophée n'est décerné que depuis la Saison NBA 1968-1969.

** Ce trophée n'est décerné que depuis la Saison NBA 1982-1983.